# Provence-Alpes-Côte d'Azur
Pour les articles homonymes, voir Paca et Provence.
La Provence-Alpes-Côte d'Azur, (prononcé /pʁɔ.vɑ̃.s‿alp(ə) kot d‿a.zyʁ/ en français standard) est une région administrative du Sud-Est de la France. Son chef-lieu est Marseille, deuxième commune la plus peuplée de France et ville-centre de la troisième unité urbaine.
Provence-Alpes-Côte d'Azur est formée de six départements issus des anciennes provinces de Provence, du Comté de Nice, du Comtat Venaissin et d'une partie du Dauphiné : les Alpes-de-Haute-Provence, les Hautes-Alpes, les Alpes-Maritimes, les Bouches-du-Rhône, le Var et le Vaucluse. Par l'institutionnalisation des circonscriptions d'action régionale en 1960, elle est créée sous le nom de « Provence-Côte d'Azur-Corse ». Elle devient « Provence-Côte d'Azur » à la suite de la constitution de la région Corse en 1970 puis est rebaptisée « Provence-Alpes-Côte d'Azur » en 1976. Depuis 2018, le conseil régional utilise le nom « Région Sud - Provence-Alpes-Côte d'Azur » sur ses documents de communication, bien que le nom officiel de la région reste inchangé,.
La région est baignée au sud par la mer Méditerranée. Elle est limitrophe à l'est des régions italiennes de Ligurie et Piémont et est bordée au nord par la région Auvergne-Rhône-Alpes et à l'ouest par la région Occitanie, le Rhône formant la limite régionale. Son territoire couvre une grande partie des Alpes du Sud.
Provence-Alpes-Côte d'Azur compte 5 081 101 habitants en 2019, ce qui en fait la septième région française la plus peuplée. Elle compte trois des plus grandes métropoles du pays : Aix-Marseille, Nice et Toulon. En 2013 et en tenant compte de la fusion des régions de 2016, c'est la cinquième région de France par le PIB (152,13 milliards d'euros) et la troisième par le PIB par habitant (30 688 €). L'économie et la société de Provence-Alpes-Côte d'Azur sont marquées par l'immigration venue à la fois d'autres régions et d'autres pays : 47 % des habitants de la région ne sont pas nés sur son territoire et la proportion d'immigrés y est de 10,2 %,.

## Toponymie

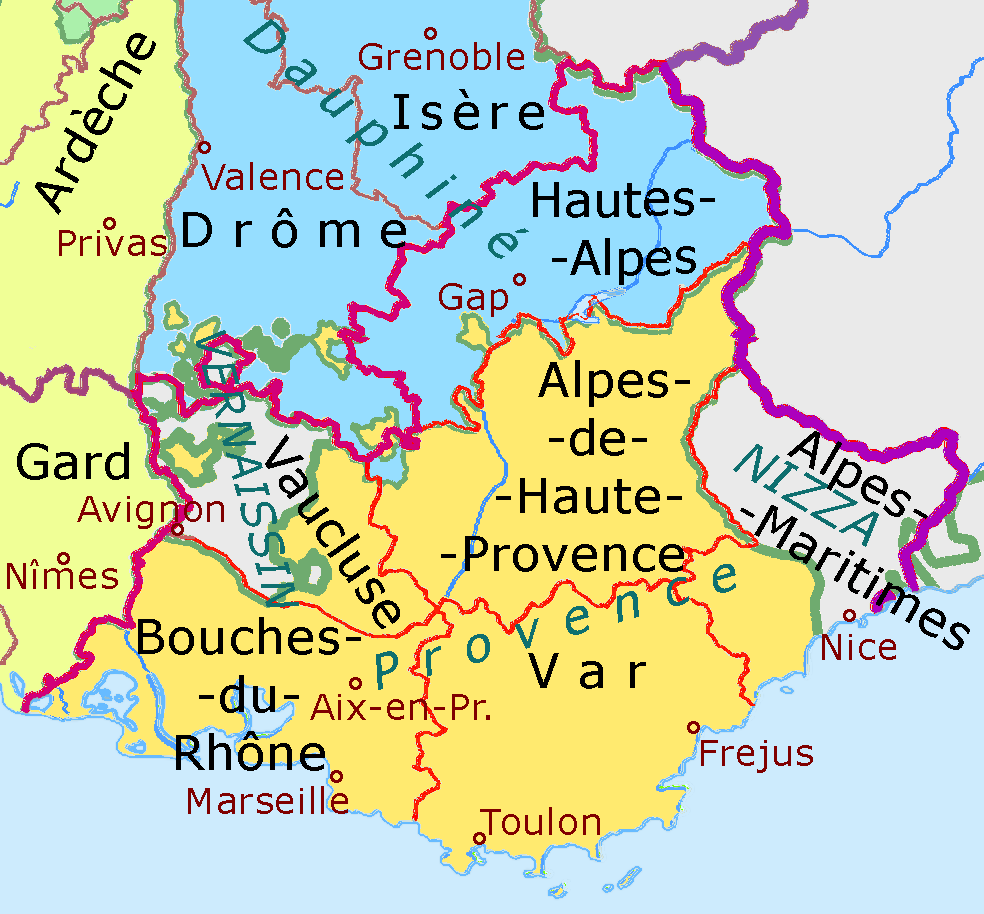
Carte de la région Provence-Alpes-Côte d'Azur.

Après le décret du 2 juin 1960, la région Provence-Côte d'Azur-Corse est créée : elle comprend alors les départements des Basses-Alpes, des Hautes-Alpes, des Alpes-Maritimes, des Bouches-du-Rhône, de la Corse, du Var et de Vaucluse. La Corse en est détachée par le décret du 12 janvier 1970.
La dénomination « Provence-Alpes-Côte d'Azur » est utilisée par le conseil régional de Provence-Alpes-Côte d'Azur, les organismes de l'État et de l'Union européenne. Elle s'écrit avec deux traits d'union. La graphie « Provence-Alpes-Côte-d'Azur », avec trois traits d'union, est peu usitée bien que préconisée par la Commission nationale de toponymie conformément aux règles de la typographie française qui prescrivent des traits d'union entre tous les mots composant un nom de territoire politique ou administratif déterminé.
En juin 2009, Michel Vauzelle, président du conseil régional, lance une consultation afin de rebaptiser la région, à la demande de plusieurs associations de promotion de l'identité régionale qui rappellent que « pacan » signifie « paysan » en provençal et jugeant que « Provence-Alpes-Côte d'Azur est un beau nom, mais il est trop long et peu pratique. L'acronyme PACA n'illustre ni la richesse, ni la diversité de ses territoires et de son patrimoine culturel exceptionnel et ne permet pas non plus de nommer ses habitants ». Les termes « Provence » et « Méditerranée » se dégagent, laissant de côté « Alpes » et « Côte d'Azur », ce qui provoque la protestation d'élus des zones délaissées. Finalement, le projet est abandonné quelques mois plus tard et le nom de la région reste inchangé.
Le conseil régional a voté le 15 décembre 2017 l'utilisation du nom « région Sud - Provence-Alpes-Côte d'Azur » sur tous les supports de communication, afin de promouvoir l'utilisation de l'abréviation « région Sud » au lieu de l'acronyme « PACA ».

## Géographie

Carte topographique de Provence-Alpes-Côte d'Azur.

Les provinces après dislocation de la Provence historique et avant la Révolution au sein de la région actuelle.

Provence-Alpes-Côte d'Azur recouvre une superficie de 31 400 km2 et s'étend du Rhône à l'ouest à la frontière italienne à l'est. Son territoire comprend :
- le comté de Provence qui est l'entité principale (associé par convention à la France depuis 1486, intégré à la France à la Révolution en 1789),
- le sud-est du Dauphiné (français depuis 1349),
- Avignon et le Comtat Venaissin (intégrés à la France à la Révolution en 1791),
- le comté de Nice (rattaché en 1860 ainsi que Tende et La Brigue rattachées en 1947).
- Menton et Roquebrune-Cap-Martin, détachées de facto de la principauté de Monaco en 1848 et rattachées de jure à la France en 1861 après rachat au Prince Charles III de ses droits moyennant 4 millions de francs-or.

La principauté de Monaco est une encoche côtière indépendante.
L'ensemble de ces territoires intégrait tous durant l'ère médiévale la Provence ancienne mais furent séparés à cause des partages entre nobles et la guerre civile de l'Union d'Aix. La Drôme, l'Ardèche et le sud de l'Isère furent également provençales au début du comté de Provence mais sont aujourd'hui dans la région Auvergne-Rhône-Alpes.

### Reliefs
Provence-Alpes-Côte d'Azur accueille une grande diversité de paysages.
À l'ouest, le relief est relativement plat, baigné par le Rhône et ses affluents (Eygues, Durance notamment). Les plaines de Vaucluse sont des plaines alluviales alors que la Crau est une plaine caillouteuse sèche. Le delta du Rhône forme la Camargue, formée d'étangs (étang de Vaccarès) et de pâturages amphibies.
La Côte d'Azur compte deux massifs forestiers, l'Esterel et le massif des Maures. Plus à l'ouest, le littoral est dominé par des falaises de calcaires blancs accidentées de gorges : les Calanques.
Les Préalpes forment la moyenne et la haute Provence : Ventoux, montagne de Lure, préalpes de Digne et de Castellane, plateau de Valensole, plan de Canjuers (coupé des gorges du Verdon), plan de Caussols. Plus au sud se trouvent les reliefs du Luberon, des Alpilles, de la montagne Sainte-Victoire et de la Sainte-Baume. À l'est, les Préalpes s'achèvent près de la mer, vers Nice et Menton.
Enfin, la région comprend plusieurs zones de moyenne et haute montagne : le Mercantour à l'est, avec son point culminant à 3 143 m : la cime du Gélas, le massif des Écrins au nord qui culmine à plus de 4 000 m d'altitude (barre des Écrins à 4 101 m, Pelvoux à 3 946 m), et les massifs moins étendus du Dévoluy, du Queyras et des Cerces.

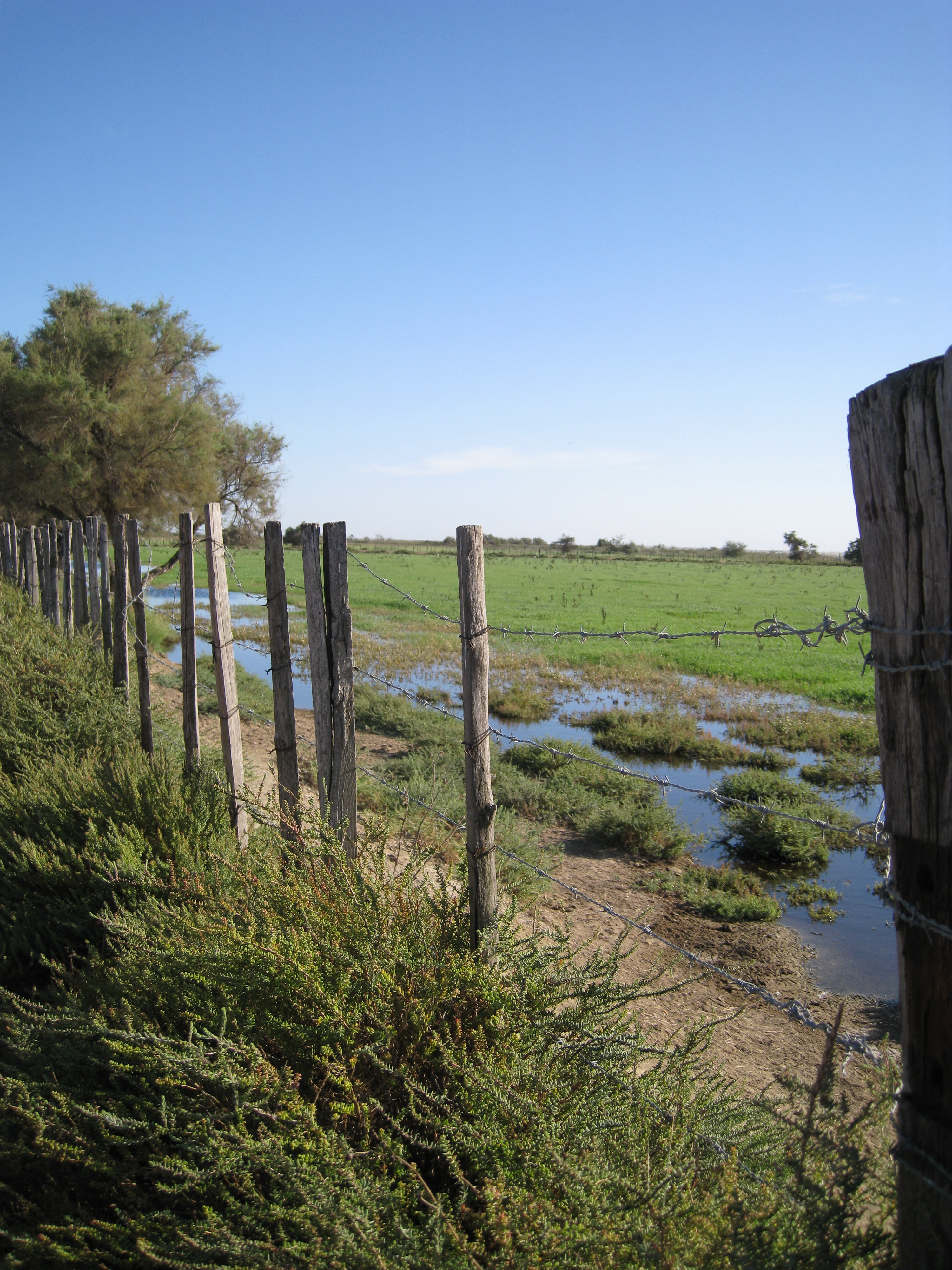
Prairie inondée en Camargue.
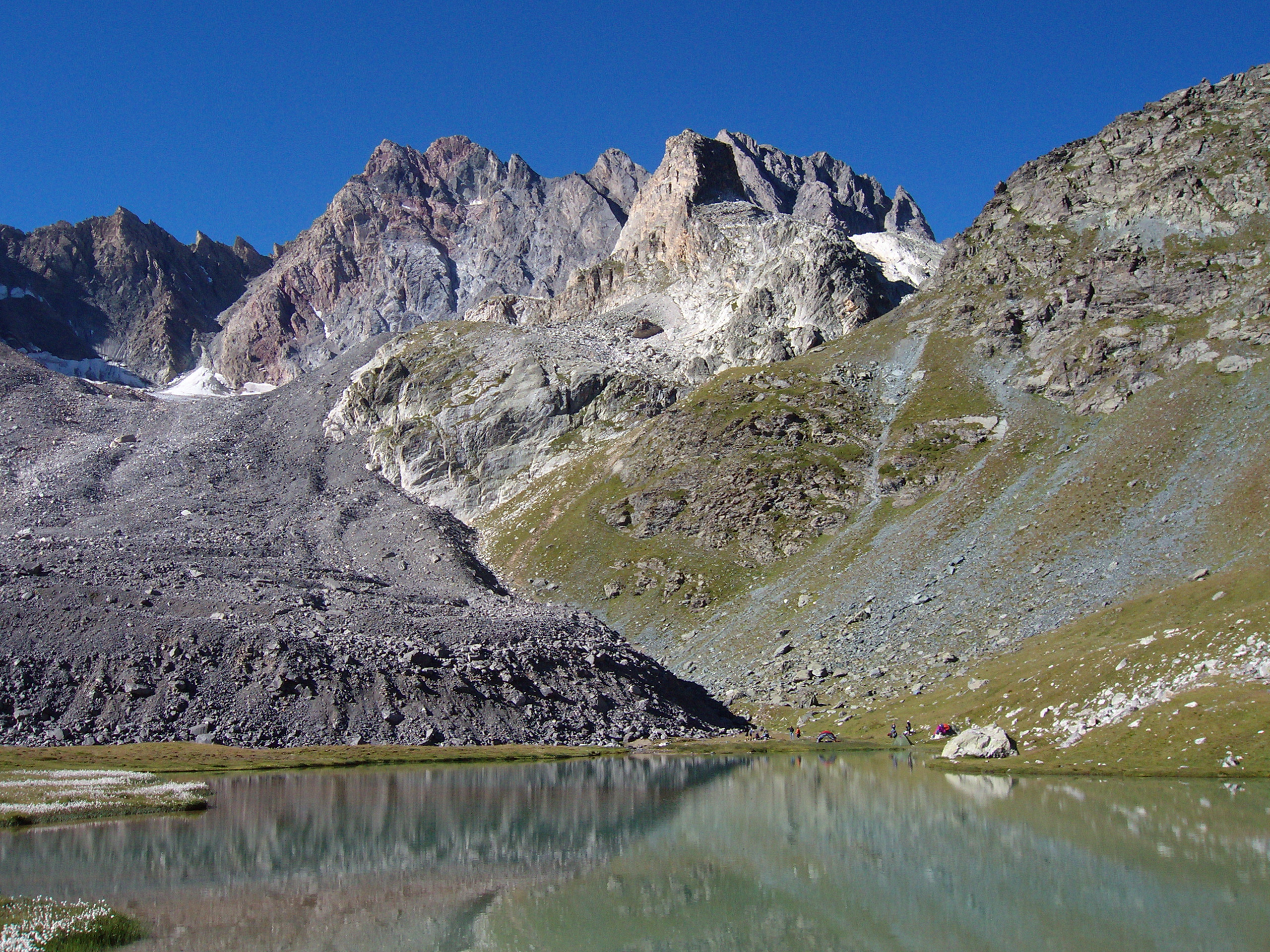
Aiguille de Chambeyron.
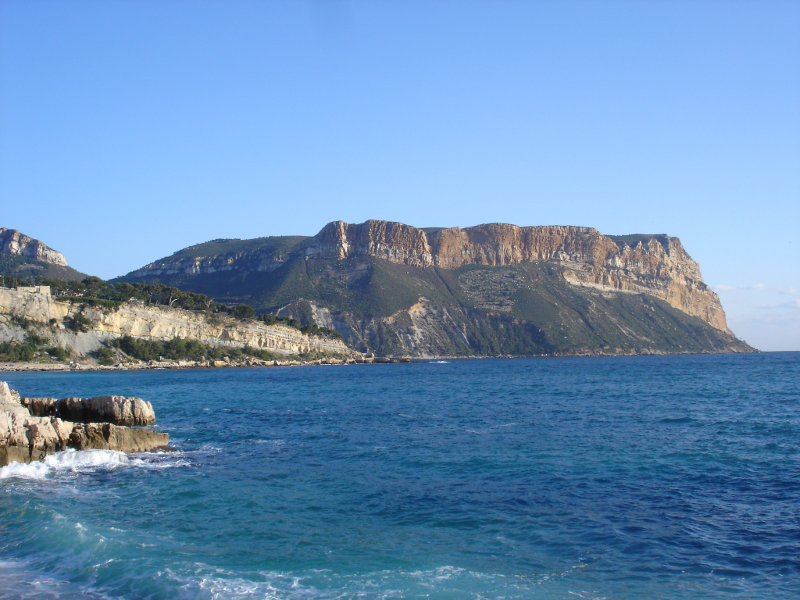
Cap Canaille.

### Climat
La région se caractérise par un climat méditerranéen au niveau du littoral et à l'intérieur des terres et par un climat montagnard qui décline vers le froid en fonction de l'altitude. Sur la période 1971-2000, les secteurs les plus chauds en moyenne se situent sur le littoral, de Nice à Cassis, avec des températures moyennes annuelles d'environ 16 °C ; les hivers sont doux (de 7 à 14 °C) et les étés chauds (de 21 à 29 °C en moyenne). Les températures moyennes décroissent en s'enfonçant dans les terres avec des valeurs comprises entre 13 et 15 °C, mais les étés y sont particulièrement chauds (31 °C en moyenne l'après-midi au Luc qui détient le record de France avec 42,7 °C en 1982). Les Alpes connaissent des températures plus ou moins froides en fonction de l'altitude avec des températures moyennes annuelles d'environ 10 °C à 1 000 m ; 4 °C à 2 500 m.
La région est particulièrement ensoleillée : de 2 700 à 3 000 heures d'ensoleillement par an.
Les hivers sont froids, voire rudes et neigeux en montagnes, mais doux sur le littoral, notamment sur la Côte d'Azur. La vallée du Rhône et une partie de la côte subissent le mistral, vent froid et fort soufflant du nord.
Les précipitations annuelles varient de 600 mm (delta du Rhône) à 1 000 mm (Alpes) mais sont très inégalement réparties dans l'année : s'il pleut autant à Nice et Marseille qu'à Brest et Paris, la sécheresse est très marquée l'été, mais les averses sont violentes, notamment à l'automne.

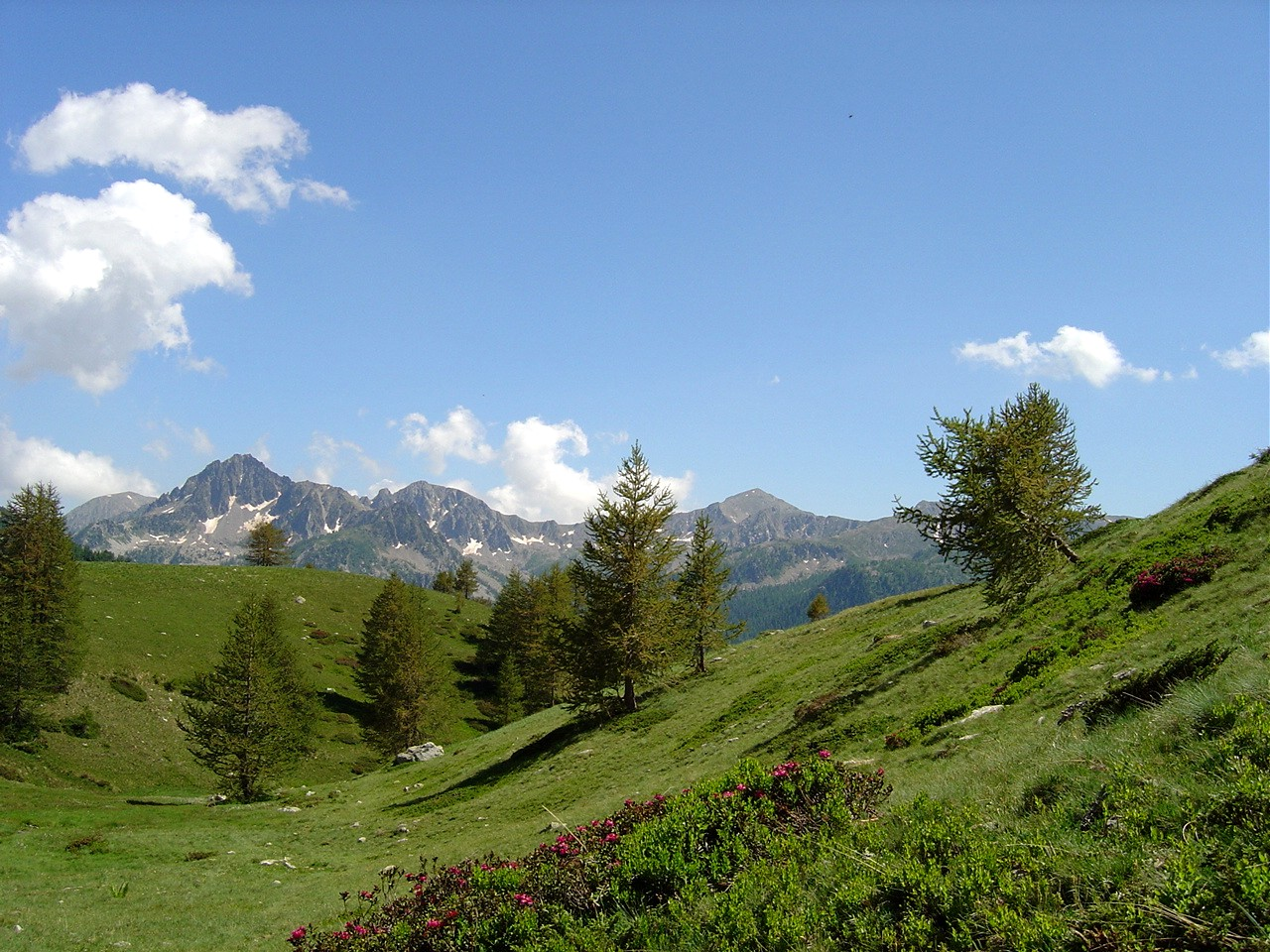
Vallon de Mollières, dans les Alpes-Maritimes.
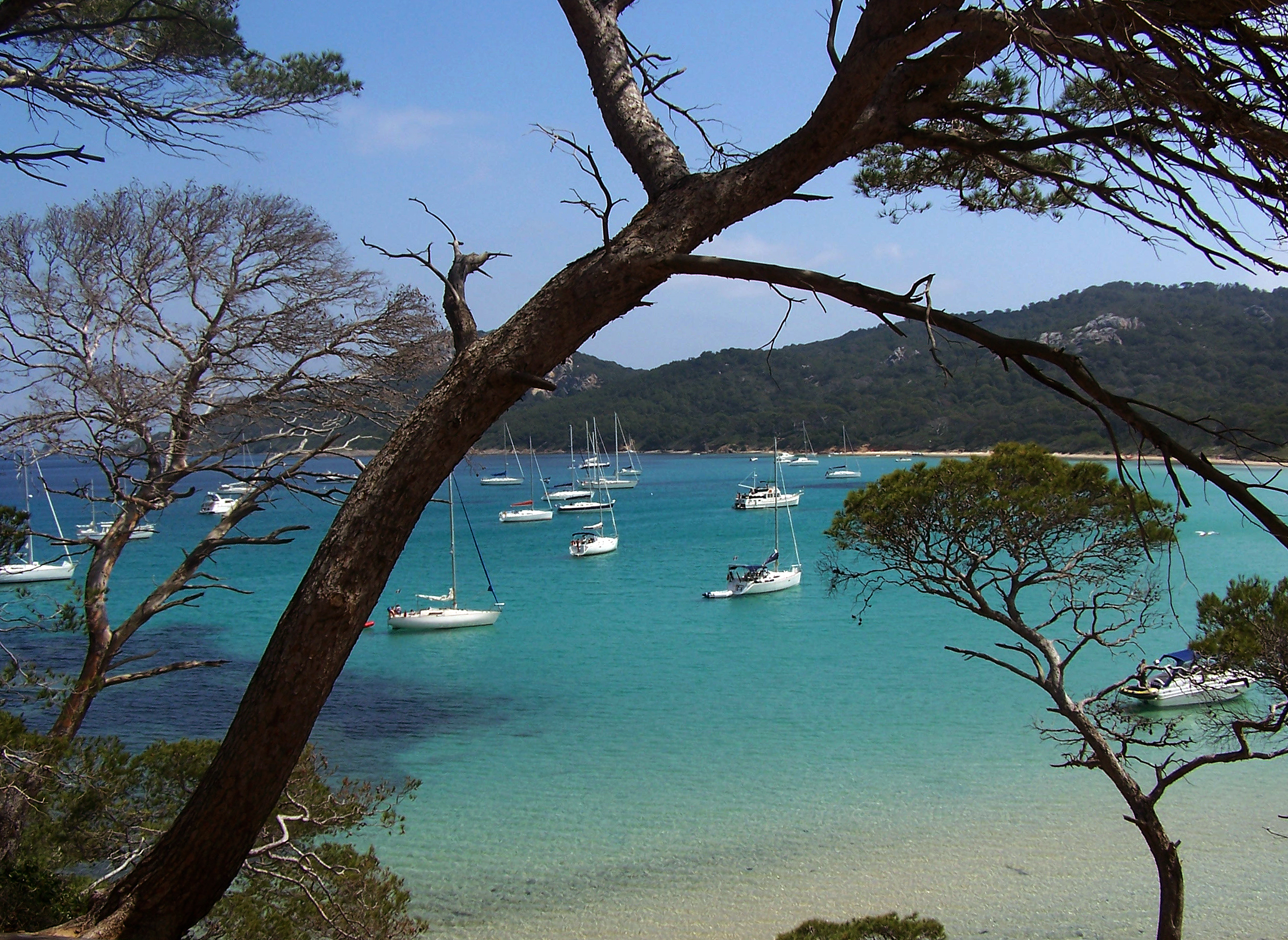
Plage de la Courtade, sur l'île de Porquerolles.
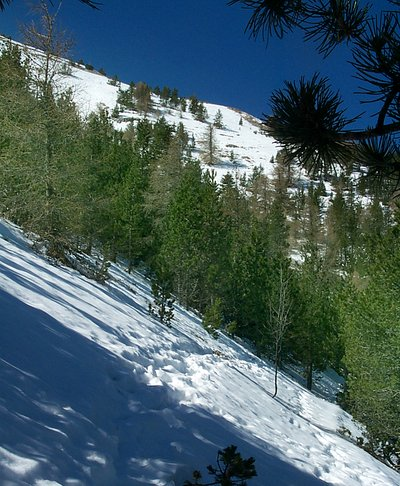
Pente du mont Ventoux en hiver.

## Environnement
La montagne occupe la moitié du territoire régional et le littoral s'étend sur 700 km. Provence-Alpes-Côte d'Azur compte quatre parcs nationaux, huit parcs naturels régionaux dont quatre sont contigus, douze réserves naturelles nationales et six réserves naturelles régionales. Certains sites font aussi l'objet de classements en zones Natura 2000, etc.
Du fait de l'urbanisation, les territoires agricoles subissent une forte pression : entre 1970 et 2000, la surface agricole productive a été réduite de 20 %. C'est particulièrement le cas sur le littoral et dans le pays d'Avignon.

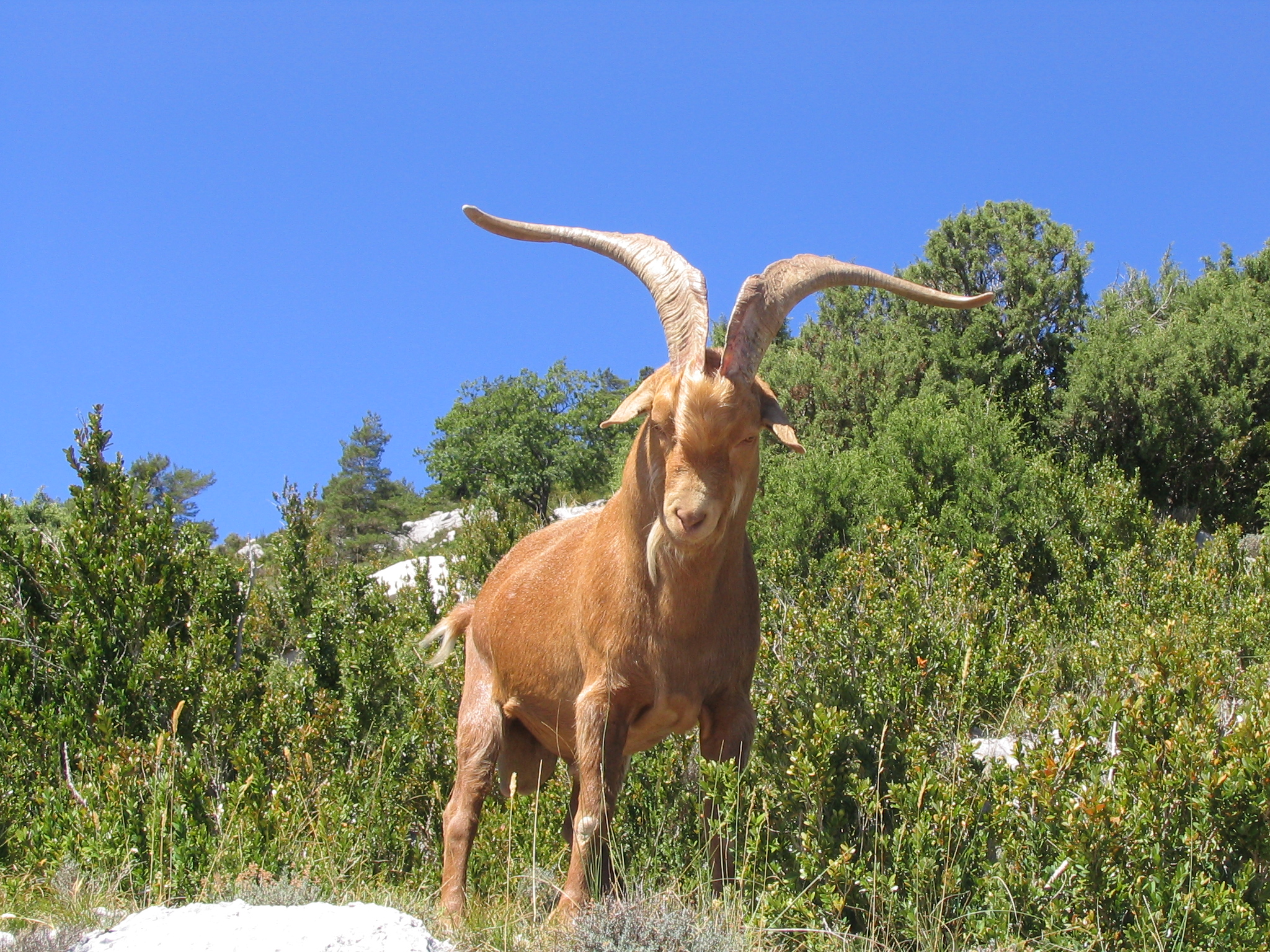
Dans les gorges du Verdon.
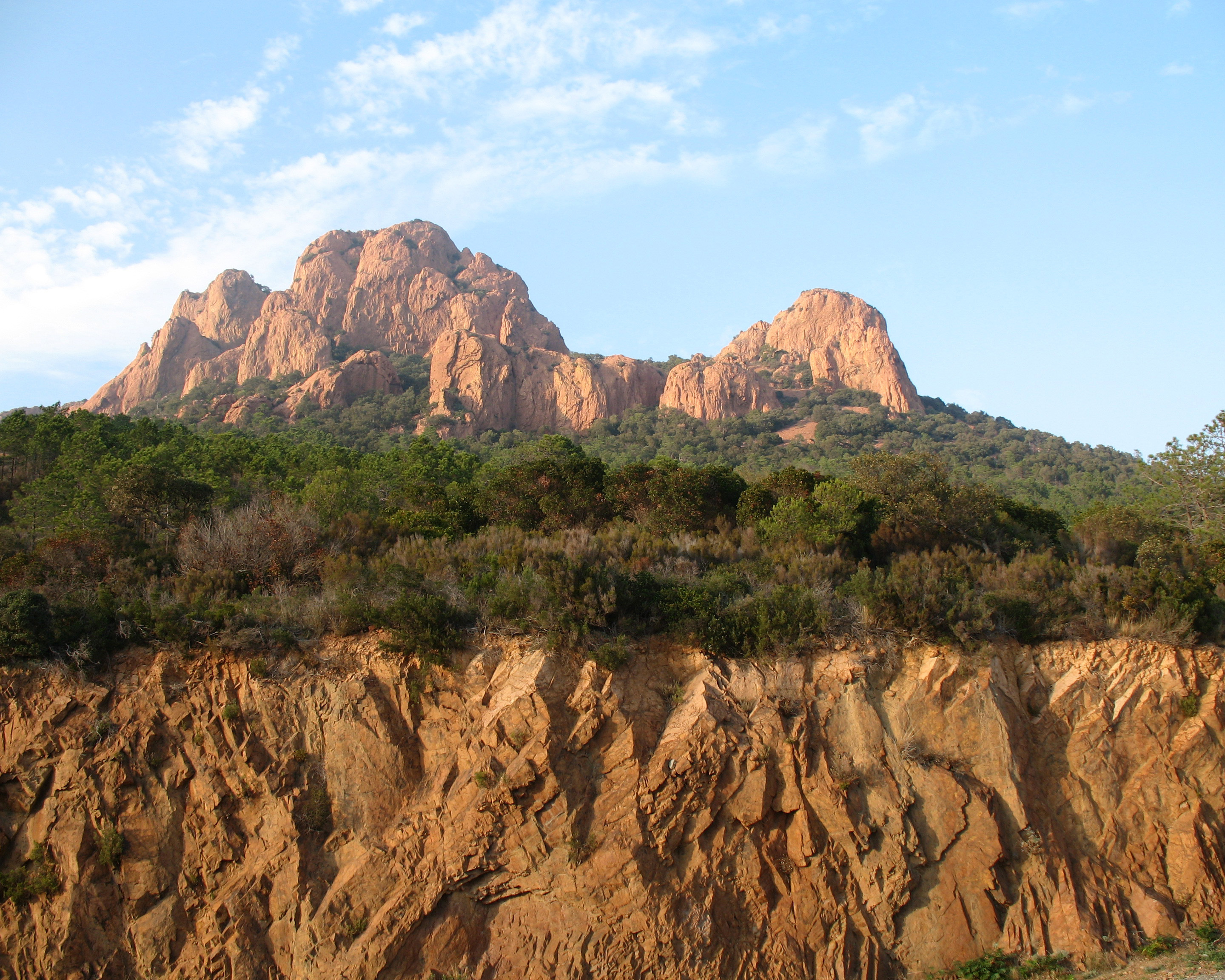
Massif de l'Esterel.
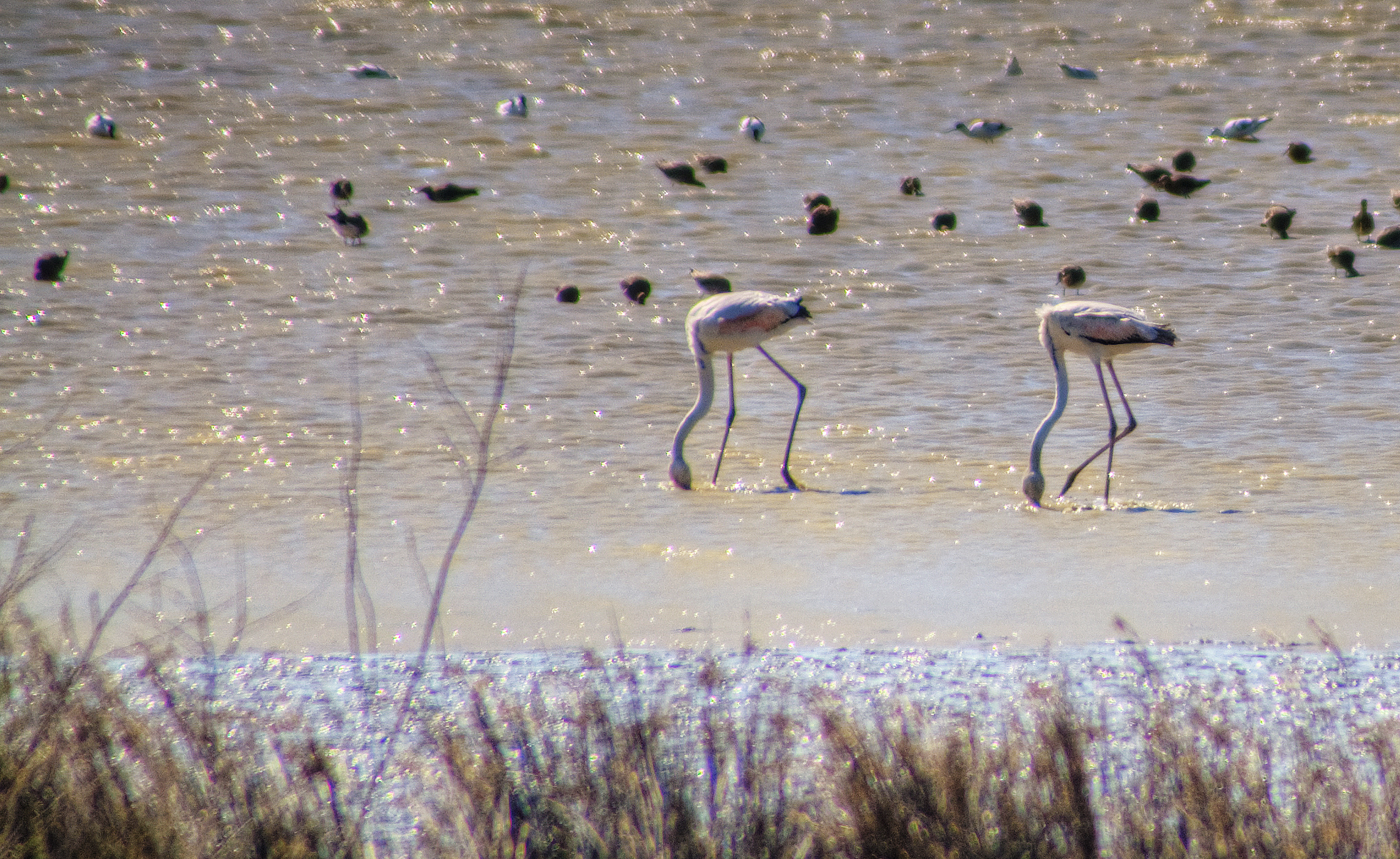
Flamants roses en Camargue.
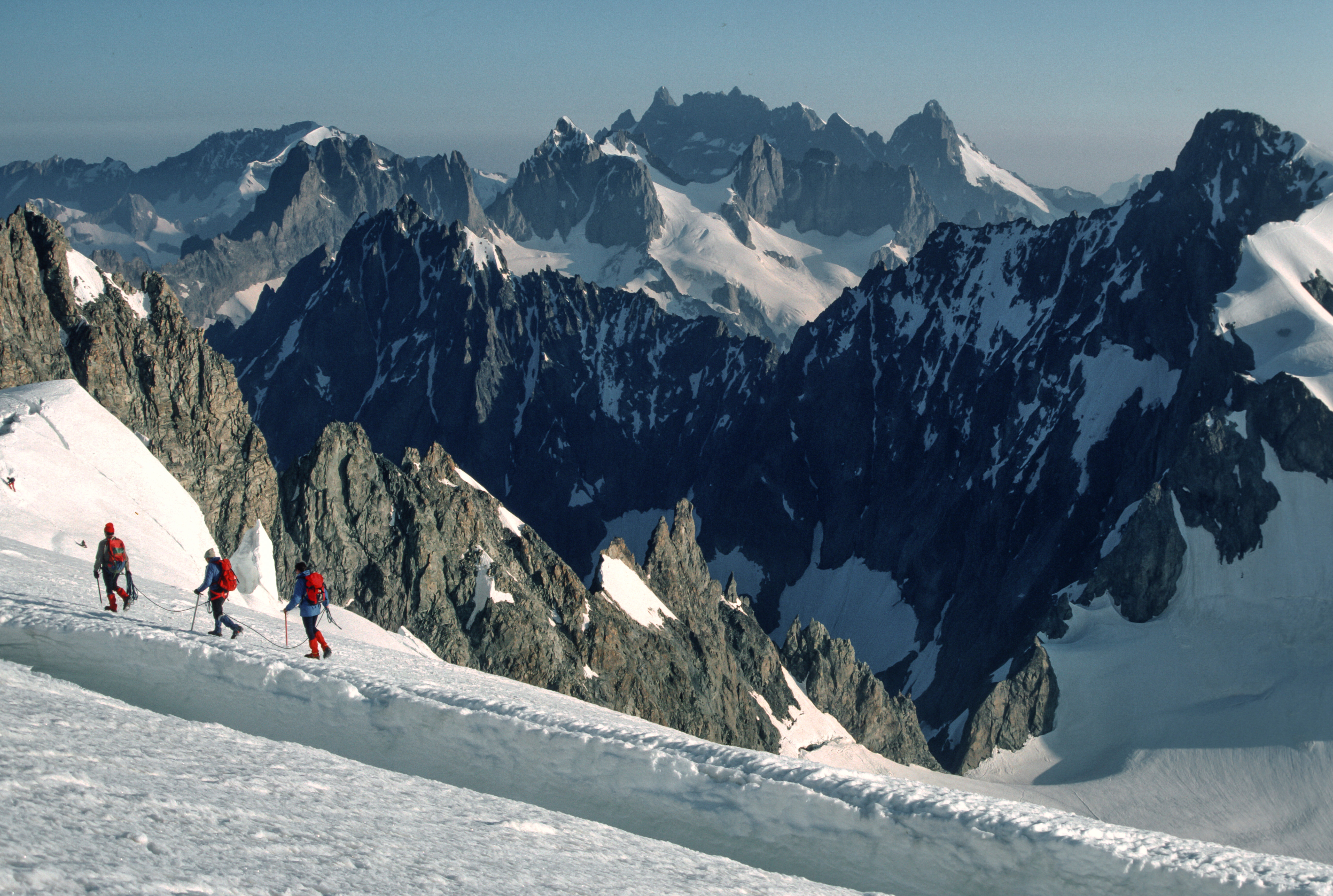
Dans le massif des Écrins et le parc national du même nom.

## Population

### Démographie
Provence-Alpes-Côte d'Azur compte 5 081 101 habitants, ce qui en fait la septième région de France la plus peuplée. Sa population est essentiellement concentrée sur le littoral autour des agglomérations de Marseille - Aix-en-Provence, Toulon, Fréjus, Cannes - Antibes et Nice, et dans la vallée du Rhône autour de l'agglomération d'Avignon. La partie nord alpine est très peu densément peuplée et les deux départements alpins sont parmi les départements français les moins peuplés.
Bien que son dynamisme soit aujourd'hui en diminution, la région se caractérise par une très forte croissance démographique dans la seconde moitié du XXe siècle : elle est la région de France qui a connu la plus forte progression de sa population entre 1962 et 2009. Elle représentait 4,5 % du total de la population française en 1975 contre 7,8 % en 2014. Cette croissance est le fruit à la fois de l'excédent naturel et d'un fort apport migratoire.
Contrairement aux idées reçues, les migrations résidentielles ont contribué à ralentir le vieillissement de la population régionale. Reste que près de 27 % des habitants ont plus de 60 ans (le taux national s'élevant à 24 %) et la région compte plus de 500 000 personnes de 75 ans et plus. On estime qu'en 2030, un habitant de la région sur trois aura plus de 60 ans.
L'immigration internationale joue également un rôle important dans la démographie de Provence-Alpes-Côte d'Azur. Il y a aujourd'hui environ 430 000 immigrés dans la région, soit près de 10 % de la population. L'histoire de l'immigration est ancienne : dès le XIXe siècle, un tiers des employés des arsenaux de Toulon sont italiens, tout comme 43 % des ouvriers des parfumeries de Grasse au début du XXe siècle. Marseille en particulier accueille de nombreux migrants au cours des 150 dernières années : travailleurs italiens puis nord-africains à partir des années 1920 et surtout 1950, comoriens plus récemment, réfugiés arméniens, espagnols puis pieds-noirs. Nice et la Côte d'Azur connaissent une immigration de luxe, composée de Britanniques, Russes et Allemands principalement.
La géographie, l'exode rural et l'industrialisation font que la population de cette région est aujourd'hui très inégalement répartie. 75 % des habitants se concentrent sur 10 % du territoire et 80 % de la population de la région habite sur le littoral, qui abrite les plus grandes villes régionales : Marseille, Nice, Toulon. La population de Provence-Alpes-Côte d'Azur est d'ailleurs très urbanisée, avec un taux de 94,3 % et une périurbanisation très marquée.

### Communes les plus peuplées
| Nom                  | Code Insee | Département      | Superficie (km2) | Population (dernière pop. légale) | Densité (hab./km2) | Modifier                                    |
| -------------------- | ---------- | ---------------- | ---------------- | --------------------------------- | ------------------ | ------------------------------------------- |
| Marseille            | 13055      | Bouches-du-Rhône | 240,62           | 877 215 (2022)                    | 3 646              | modifier les données · modifier les données |
| Nice                 | 06088      | Alpes-Maritimes  | 71,92            | 353 701 (2022)                    | 4 918              | modifier les données · modifier les données |
| Toulon               | 83137      | Var              | 42,84            | 180 834 (2022)                    | 4 221              | modifier les données · modifier les données |
| Aix-en-Provence      | 13001      | Bouches-du-Rhône | 186,08           | 147 933 (2022)                    | 795                | modifier les données · modifier les données |
| Avignon              | 84007      | Vaucluse         | 64,91            | 91 760 (2022)                     | 1 414              | modifier les données · modifier les données |
| Antibes              | 06004      | Alpes-Maritimes  | 26,48            | 76 612 (2022)                     | 2 893              | modifier les données · modifier les données |
| Cannes               | 06029      | Alpes-Maritimes  | 19,62            | 74 040 (2022)                     | 3 774              | modifier les données · modifier les données |
| La Seyne-sur-Mer     | 83126      | Var              | 22,17            | 62 905 (2022)                     | 2 837              | modifier les données · modifier les données |
| Fréjus               | 83061      | Var              | 102,27           | 58 499 (2022)                     | 572                | modifier les données · modifier les données |
| Hyères               | 83069      | Var              | 132,38           | 55 384 (2022)                     | 418                | modifier les données · modifier les données |
| Cagnes-sur-Mer       | 06027      | Alpes-Maritimes  | 17,95            | 52 852 (2022)                     | 2 944              | modifier les données · modifier les données |
| Arles                | 13004      | Bouches-du-Rhône | 758,93           | 51 156 (2022)                     | 67                 | modifier les données · modifier les données |
| Martigues            | 13056      | Bouches-du-Rhône | 71,44            | 48 818 (2022)                     | 683                | modifier les données · modifier les données |
| Grasse               | 06069      | Alpes-Maritimes  | 44,44            | 48 669 (2022)                     | 1 095              | modifier les données · modifier les données |
| Aubagne              | 13005      | Bouches-du-Rhône | 54,90            | 47 724 (2022)                     | 869                | modifier les données · modifier les données |
| Salon-de-Provence    | 13103      | Bouches-du-Rhône | 70,30            | 44 553 (2022)                     | 634                | modifier les données · modifier les données |
| Istres               | 13047      | Bouches-du-Rhône | 113,73           | 44 044 (2022)                     | 387                | modifier les données · modifier les données |
| Le Cannet            | 06030      | Alpes-Maritimes  | 7,71             | 40 198 (2022)                     | 5 214              | modifier les données · modifier les données |
| Gap                  | 05061      | Hautes-Alpes     | 110,43           | 40 656 (2022)                     | 368                | modifier les données · modifier les données |
| Draguignan           | 83050      | Var              | 53,75            | 40 789 (2022)                     | 759                | modifier les données · modifier les données |
| La Ciotat            | 13028      | Bouches-du-Rhône | 31,46            | 37 599 (2022)                     | 1 195              | modifier les données · modifier les données |
| Six-Fours-les-Plages | 83129      | Var              | 26,58            | 36 843 (2022)                     | 1 386              | modifier les données · modifier les données |
| Saint-Raphaël        | 83118      | Var              | 89,59            | 36 632 (2022)                     | 409                | modifier les données · modifier les données |
| Vitrolles            | 13117      | Bouches-du-Rhône | 36,58            | 36 612 (2022)                     | 1 001              | modifier les données · modifier les données |
| Marignane            | 13054      | Bouches-du-Rhône | 23,16            | 33 164 (2022)                     | 1 432              | modifier les données · modifier les données |
| Saint-Laurent-du-Var | 06123      | Alpes-Maritimes  | 10,11            | 31 645 (2022)                     | 3 130              | modifier les données · modifier les données |
| Carpentras           | 84031      | Vaucluse         | 37,92            | 30 854 (2022)                     | 814                | modifier les données · modifier les données |
| Menton               | 06083      | Alpes-Maritimes  | 14,05            | 30 326 (2022)                     | 2 158              | modifier les données · modifier les données |

### Grandes zones urbaines
L'acte III de la décentralisation renforce essentiellement deux types de collectivités : la région grâce à la loi NOTRe et l'intercommunalité grâce à la loi MAPTAM. Le premier volet a donné lieu à la création des nouvelles grandes régions françaises qui n'a pas changé les limites administratives de la région Provence-Alpes-Côte d'Azur tandis que le second est axé sur les grandes agglomérations régionales.
La région Provence-Alpes-Côte-d'Azur compte en effet quatre grandes agglomérations (unités urbaines) de plus de 400 000 habitants : Marseille - Aix-en-Provence, Nice - Cannes, Toulon et Avignon.
Ces agglomérations sont au centre d'aires d'attraction des villes qui sont répartis sur cinq zones : Marseille - Aix-en-Provence, Nice, Toulon, Cannes - Antibes et Avignon. Ces cinq agglomérations forment les cinq grandes zones économiques régionales.
Ces agglomérations concentrent l'essentiel des services déconcentrés de l'État, des zones commerciales, des infrastructures culturelles, des zones industrielles, des technopoles, des universités, des ports fluviaux et maritimes, et des infrastructures aéroportuaires. Afin de piloter la dynamique de ces grandes agglomérations (politique de l'habitat, de mobilité, aménagement du territoire, etc.), une partie importante des communes qui les composent se sont regroupées au sein d'établissements publics de coopération intercommunale.
La métropole d'Aix-Marseille-Provence (1 903 173 habitants en 2021) est issue de la fusion de six intercommunalités : la communauté urbaine Marseille Provence Métropole, et les communautés d'agglomération du pays d'Aix autour d'Aix-en-Provence, Agglopole Provence autour de Salon-de-Provence, du pays d'Aubagne et de l'Étoile autour d'Aubagne, du syndicat d'agglomération nouvelle Ouest Provence autour d'Istres et du pays de Martigues autour de Martigues. Son territoire est en partie sur l'aire d'attration de Marseille - Aix-en-Provence et en totalité sur l'aire d'attration de Salon-de-Provence.
La métropole Nice Côte d'Azur (553 305 habitants en 2021) est issue de la fusion de la communauté urbaine Nice Côte d'Azur et des communautés de communes de La Tinée, des stations du Mercantour et de Vésubie-Mercantour. Son territoire est en partie sur l'aire d'attracion de Nice.
La Métropole Toulon Provence Méditerranée (444 634 habitants en 2021) est composé de 12 communes situées entièrement situées sur le territoire de l'aire d'attraction de Toulon. Les autres intercommunalités faisant partie de l'aire d'attraction de Toulon sont la commuanuté d'agglomération Sud Sainte-Baume autour de Sanary-sur-Mer et les communautés de communes de la Vallée du Gapeau autour de Solliès-Pont et Méditerranée Portedes Maures autour de Cuers.
L'aire d'attraction de Cannes - Antibes est divisé entre trois communautés d'agglomération qui sont : Cannes Pays de Lérins autour de Cannes, Sophia-Antipolis autour d'Antibes et Pays de Grasse autour de Grasse.
La communauté d'agglomération du Grand Avignon (193 290 habitants en 2021) est composé de 16 communes entièrement situées sur le territoire de l'aire d'attraction d'Avignon. Les autres intercommunalités faisant partie de l'aire d'attration d'Avignon sont les communautés d'agglomération Terre de Provence autour de Châteaurenard et des Sorgues du Comtat autour de Sorgues. À noter que les communautés d'agglomération Ventoux-Comtat Venaissin autour de Carpentras et Luberon Monts du Vaucluse autour de Cavaillon et les commuanutés de communes Pays d'Orange en Provence autour d'Orange et Pays des Sorgues et des Monts du Vaucluse autour de L'Isle-sur-la-Sorgue font partie intégrante de l'unité urbaine (agglomération) d'Avignon.

#### Liste des agglomérations (Unités urbaines) de plus de 15 000 habitants
|    | Unité urbaine                      | Population (2021) | Superficie (km²) | Densité (hab./km²) | Nombre de communes | Aire d'attraction de rattachement  |
| -- | ---------------------------------- | ----------------- | ---------------- | ------------------ | ------------------ | ---------------------------------- |
| 1  | Marseille - Aix-en-Provence        | 1 625 845         | 1 758,2          | 925                | 50                 | Marseille - Aix-en-Provence        |
| 2  | Nice                               | 962 697           | 743,6            | 1295               | 51                 | Multipolarisée                     |
| 3  | Toulon                             | 595 715           | 763,7            | 780                | 27                 | Toulon                             |
| 4  | Avignon                            | 462 747           | 1364,4           | 339                | 59                 | Multipolarisée                     |
| 5  | Fréjus                             | 101 227           | 218,8            | 463                | 3                  | Fréjus                             |
| 6  | Draguignan                         | 70 578            | 265,7            | 266                | 6                  | Draguignan                         |
| 7  | Menton - Monaco (partie française) | 69 134            | 73,7             | 938                | 9                  | Monaco - Menton (partie française) |
| 8  | Salon-de-Provence                  | 61 409            | 139,9            | 439                | 4                  | Salon-de-Provence                  |
| 9  | Arles                              | 53 134            | 797,2            | 67                 | 2                  | Arles                              |
| 10 | Gap                                | 40 975            | 120,8            | 339                | 2                  | Gap                                |
| 11 | Manosque                           | 31 610            | 120,8            | 262                | 4                  | Manosque                           |
| 12 | Tarascon - Beaucaire               | 31 103            | 160,5            | 194                | 2                  | Tarascon - Beaucaire               |
| 13 | Brignoles                          | 23 526            | 130,9            | 180                | 3                  | Brignoles                          |
| 14 | Pertuis                            | 20 012            | 66,2             | 302                | 1                  | Marseille - Aix-en-Provence        |
| 15 | Sainte-Maxime                      | 18 960            | 126,2            | 150                | 2                  | Sainte-Maxime                      |
| 16 | Digne-les-Bains                    | 18 013            | 135,4            | 133                | 2                  | Digne-les-Bains                    |
| 17 | Saint-Maximin-la-Sainte-Baume      | 17 631            | 64,8             | 272                | 1                  | Marseille - Aix-en-Provence        |
| 18 | Gonfaron                           | 16 019            | 138,0            | 116                | 4                  | Le Luc                             |
| 19 | Le Luc                             | 15 645            | 117,8            | 133                | 2                  | Le Luc                             |
| 20 | Briançon                           | 15 430            | 155,0            | 100                | 6                  | Briançon                           |

#### Aires d'attraction en Provence-Alpes-Côte-d'Azur de plus de 50 000 habitants
|    | Aire d'attraction                  | Population (2021) | nombre de communes | Zone d'emploi     | Population (2021) |
| -- | ---------------------------------- | ----------------- | ------------------ | ----------------- | ----------------- |
| 1  | Marseille - Aix-en-Provence        | 1 888 788         | 115                | Marseille         | 1 234 706         |
| 1  | Marseille - Aix-en-Provence        | 1 888 788         | 115                | Aix-en-Provence   | 409 639           |
| 2  | Nice                               | 626 218           | 100                | Nice              | 611 744           |
| 3  | Toulon                             | 581 948           | 35                 | Toulon            | 583 966           |
| 4  | Cannes - Antibes                   | 393 687           | 24                 | Cannes            | 434 292           |
| 5  | Avignon                            | 339 324           | 48                 | Avignon           | 283 184           |
| 6  | Fréjus                             | 128 230           | 6                  | Fréjus            | 116 916           |
| 7  | Gap                                | 81 524            | 73                 | Gap               | 105 878           |
| 8  | Draguignan                         | 78 329            | 11                 | Draguignan        | 119 459           |
| 9  | Monaco - Menton (partie française) | 73 610            | 12                 | Menton            | 83 043            |
| 10 | Manosque                           | 69 615            | 30                 | Manosque          | 91 637            |
| 11 | Salon-de-Provence                  | 68 540            | 6                  | Martigues - Salon | 316 841           |
| 12 | Carpentras                         | 64 643            | 21                 | Carpentras        | 96 773            |
| 13 | Arles                              | 58 855            | 4                  | Arles             | 139 958           |
| 14 | Orange                             | 55 001            | 10                 | Orange            | 68 496            |

#### Liste des quatre grandes zones urbaines en Provence-Alpes-Côte-d'Azur
| Ville centre                | Aires d'attraction des villes (2020) | Aires d'attraction des villes (2020) | Aires d'attraction des villes (2020) | Unités urbaines (2020) | Unités urbaines (2020) | Unités urbaines (2020) | Zone d'emploi   | Zones d'Emploi 2017 | Zones d'Emploi 2017 | Zones d'Emploi 2017 |
| Ville centre                | Population (hab.)                    | Superficie (km²)                     | Densité (hab./km²)                   | Population (hab.)      | Superficie (km²)       | Densité (hab./km²)     | Zone d'emploi   | Population (hab.)   | Superficie (km²)    | Densité (hab./km²)  |
| --------------------------- | ------------------------------------ | ------------------------------------ | ------------------------------------ | ---------------------- | ---------------------- | ---------------------- | --------------- | ------------------- | ------------------- | ------------------- |
| Marseille - Aix-en-Provence | 1 879 601                            | 3 971,8                              | 473                                  | 1 618 479              | 1 758,2                | 920                    | Marseille       | 1 219 590           | 934,1               | 1 305,7             |
| Marseille - Aix-en-Provence | 1 879 601                            | 3 971,8                              | 473                                  | 1 618 479              | 1 758,2                | 920                    | Aix-en-Provence | 401 780             | 1 913,8             | 209,9               |
| Nice                        | 618 469                              | 2 073,0                              | 298                                  | 955 154                | 743,6                  | 1 284                  | Nice            | 600 571             | 3 014,0             | 199,3               |
| Toulon                      | 576 648                              | 1 003,9                              | 574                                  | 590 479                | 763,7                  | 773                    | Toulon          | 568 921             | 1 302,1             | 436,9               |
| Cannes                      | 393 232                              | 432,2                                | 910                                  | Unité urbaine de Nice  | Unité urbaine de Nice  | Unité urbaine de Nice  | Cannes          | 432 118             | 1 248,5             | 346,1               |
| Avignon                     | 337 039                              | 964,3                                | 349                                  | 459 533                | 1 364,4                | 337                    | Avignon         | 281 434             | 678,1               | 415,1               |

##### Zone urbaine de Marseille

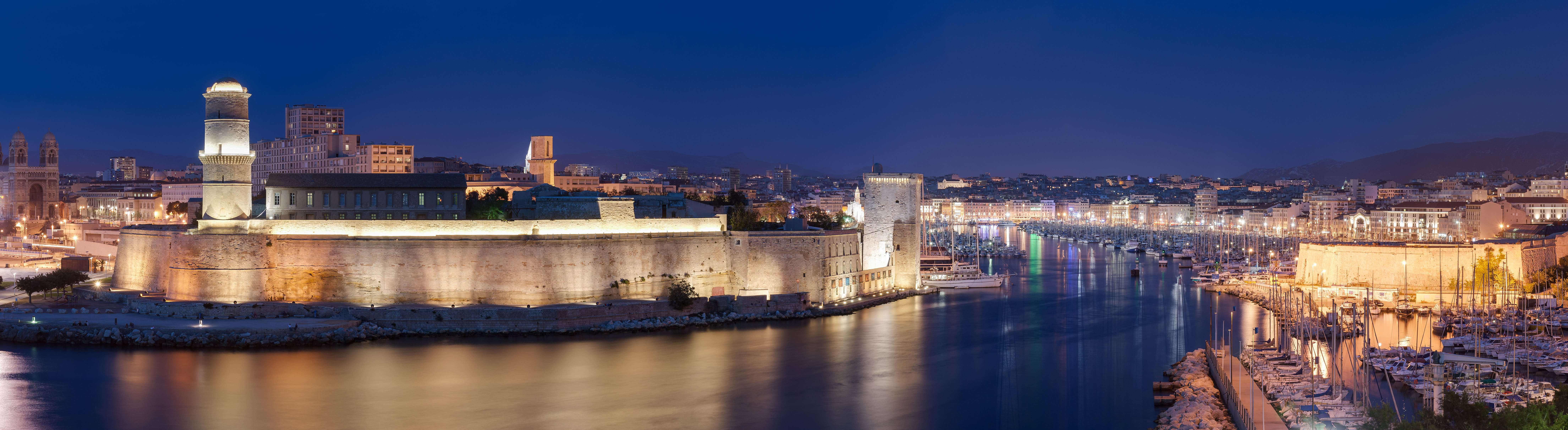
Vieux-Port de Marseille

La zone urbaine de Marseille — Marselha / Marsiho en provençal — se situe dans les Bouches-du-Rhône et dans le Var. Marseille est le chef-lieu du département des Bouches-du-Rhône et de la région, ainsi que le siège de sa préfecture.
Marseille se place au deuxième rang des communes de France les plus peuplées, avec 858 120 habitants, la troisième agglomération avec 1 578 584 habitants et la troisième aire urbaine après celles de Paris et Lyon avec 1 743 990 habitants en 2014. Marseille est depuis le 1er janvier 2016 le siège de la métropole d'Aix-Marseille-Provence, la seconde plus peuplée de France avec 1 859 922 habitants.

Étang de Berre depuis Vitrolles

Plus ancienne ville de France, fondée sous le nom de Μασσαλία (Massalía) vers 600 av. J.-C. par des marins grecs originaires de Phocée, Marseille est depuis l'Antiquité un important port de commerce et de passage. Elle connaît notamment un essor commercial considérable au cours du XIXe siècle, devenant une ville industrielle et négociante prospère.
Héritage de ce passé, le Grand port maritime de Marseille (GPMM) et l'économie maritime sont encore des pôles majeurs de l'activité régionale et nationale et Marseille reste le premier port français, le deuxième port méditerranéen et le cinquième port européen.
L'ouverture de Marseille sur la mer Méditerranée en fait depuis ses origines une ville cosmopolite d'échanges culturels et économiques avec l'Europe du Sud, le Proche-Orient, l'Afrique du Nord et l'Asie. Elle est d'ailleurs souvent considérée comme la « Porte de l'Orient ».

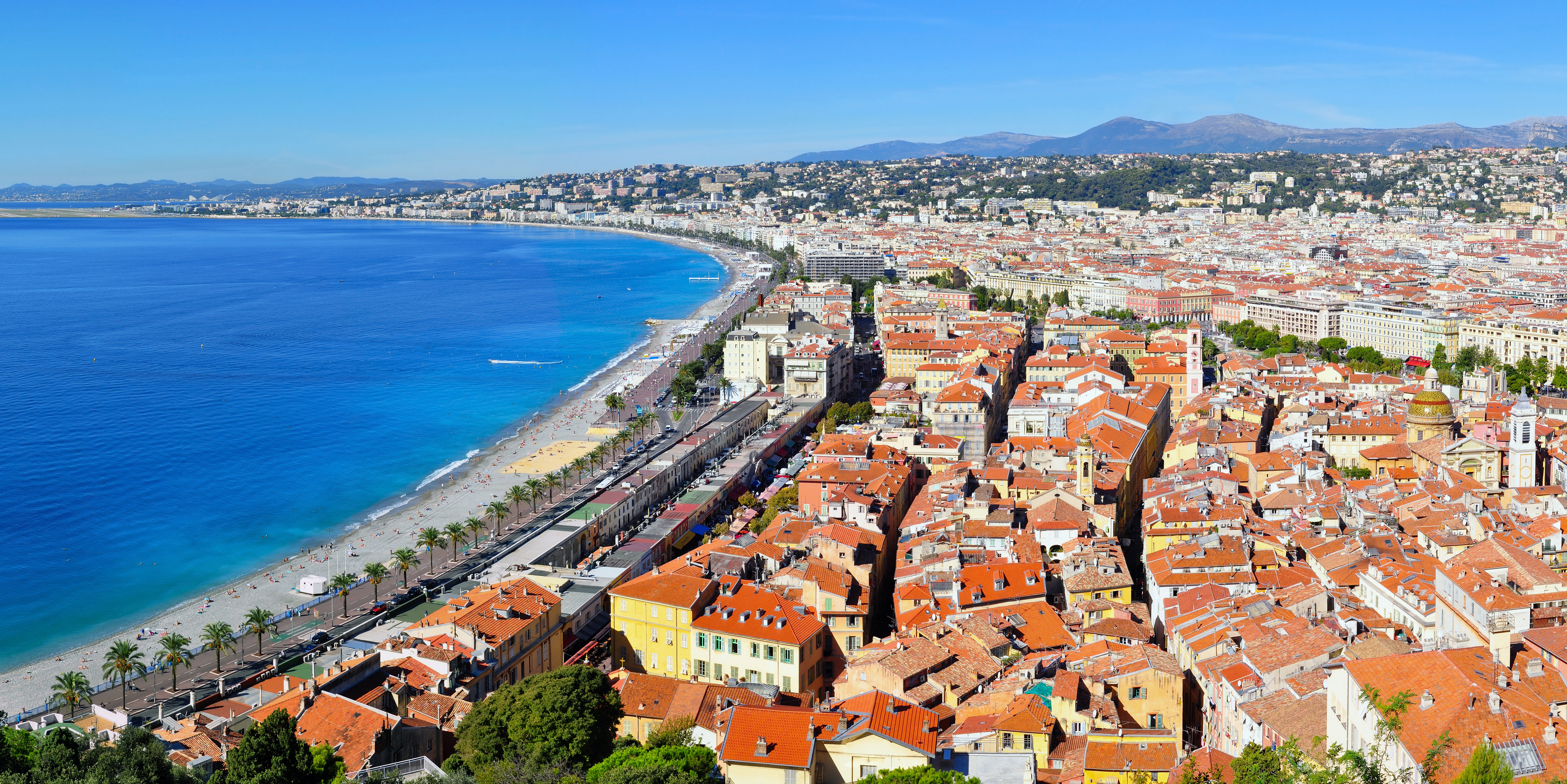
Baie des Anges de Nice

##### Zone urbaine de Nice
La zone urbaine de Nice — Nissa / Niça en niçois — se situe dans les Alpes-Maritimes et les Alpes-de-Haute-Provence. Nice le chef-lieu du département des Alpes-Maritimes et siège de sa préfecture, ainsi que la deuxième plus grande ville de la région derrière Marseille.
Nice se place au cinquième rang des communes de France les plus peuplées, avec 343 895 habitants, la cinquième plus grande agglomération avec 943 695 habitants et la septième plus grande aire urbaine avec 1 006 402 habitants. La ville est le centre d'une métropole, Nice Côte d'Azur, qui rassemble quarante-neuf communes et 536 327 habitants.

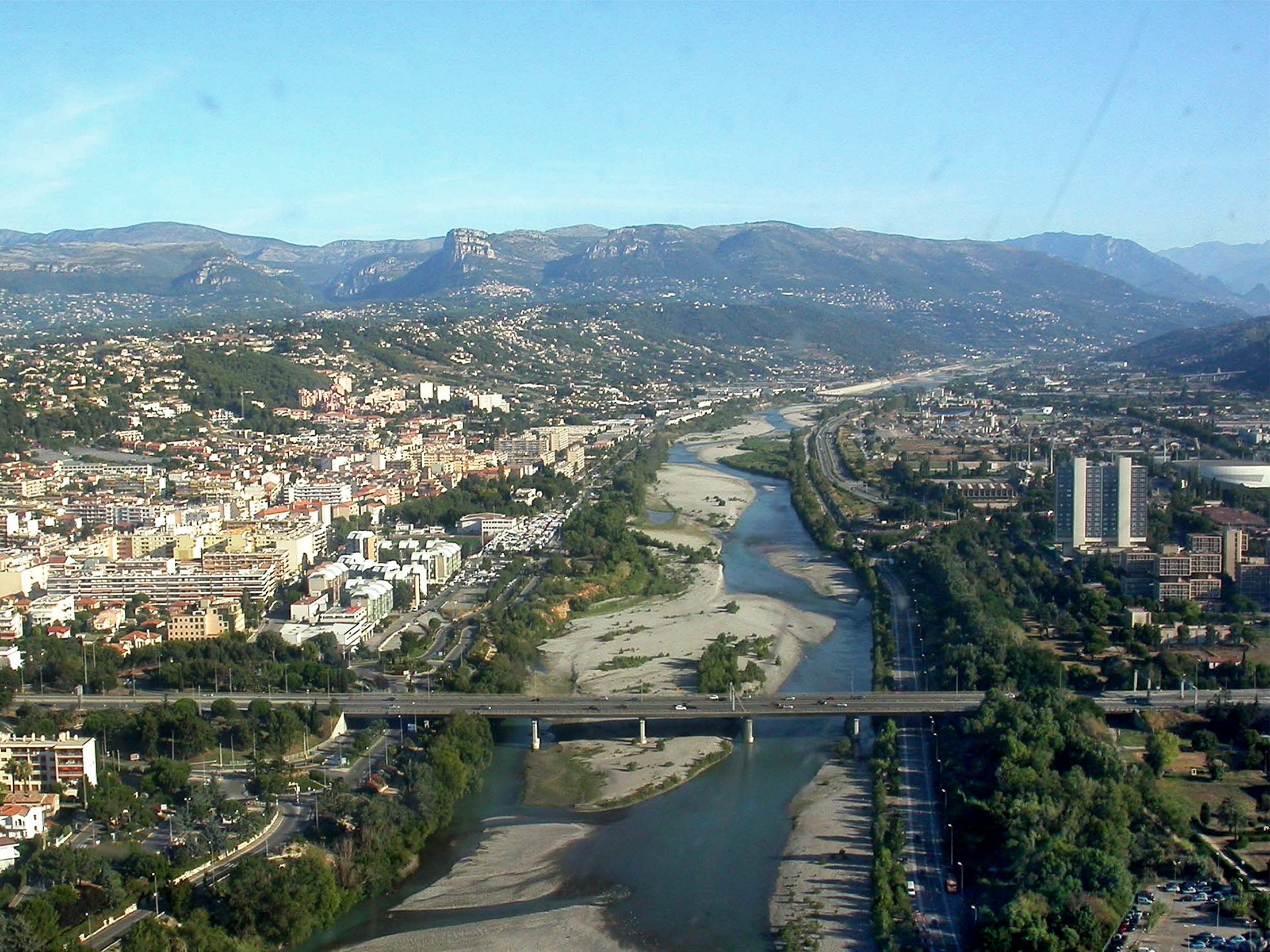
Vallée du Var et Alpes d'Azur

Capitale historique du Comté de Nice, elle a appartenu à la Provence avant d'en faire sécession et de choisir de rejoindre les États de Savoie en 1388 (Acte de Dédition). Nice ne devient française qu'en 1860, un an avant la réalisation de l'unité italienne.
Située entre mer et montagnes, capitale économique et culturelle de la Côte d'Azur, Nice bénéficie d'importants atouts naturels. Le tourisme, le commerce et les administrations (publiques ou privées) occupent une place importante dans l'activité économique de la ville. Elle possède la deuxième capacité hôtelière du pays, après Paris, et accueille chaque année 4 millions de touristes. Elle dispose également du troisième aéroport de France (le premier de Province) et de deux palais des congrès consacrés au tourisme d'affaires. La ville possède aussi une université et plusieurs quartiers d'affaires. Nice est enfin dotée de certains équipements culturels importants. Elle possède ainsi de nombreux musées (il s'agit même de la ville qui en compte le plus en France, après Paris), un théâtre national, un opéra, une bibliothèque à vocation régionale, un conservatoire à rayonnement régional et des salles de concert.
Elle se situe à une trentaine de kilomètres de la frontière franco-italienne, elle est établie sur les bords de la mer Méditerranée, le long de la baie des Anges et à l'embouchure du Paillon.

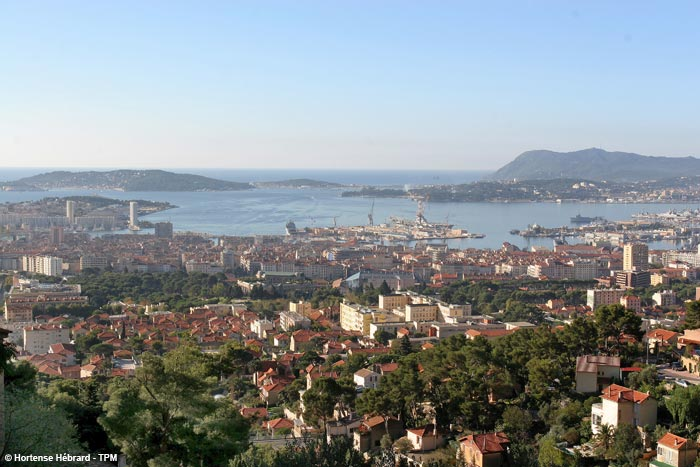
La Rade de Toulon

##### Zone urbaine de Toulon
La zone urbaine de Toulon — Tolon / Touloun en provençal — se situe dans le Var. Toulon est le chef-lieu du département du Var et siège de sa préfecture. Elle abrite également le siège de la préfecture maritime de la Méditerranée.

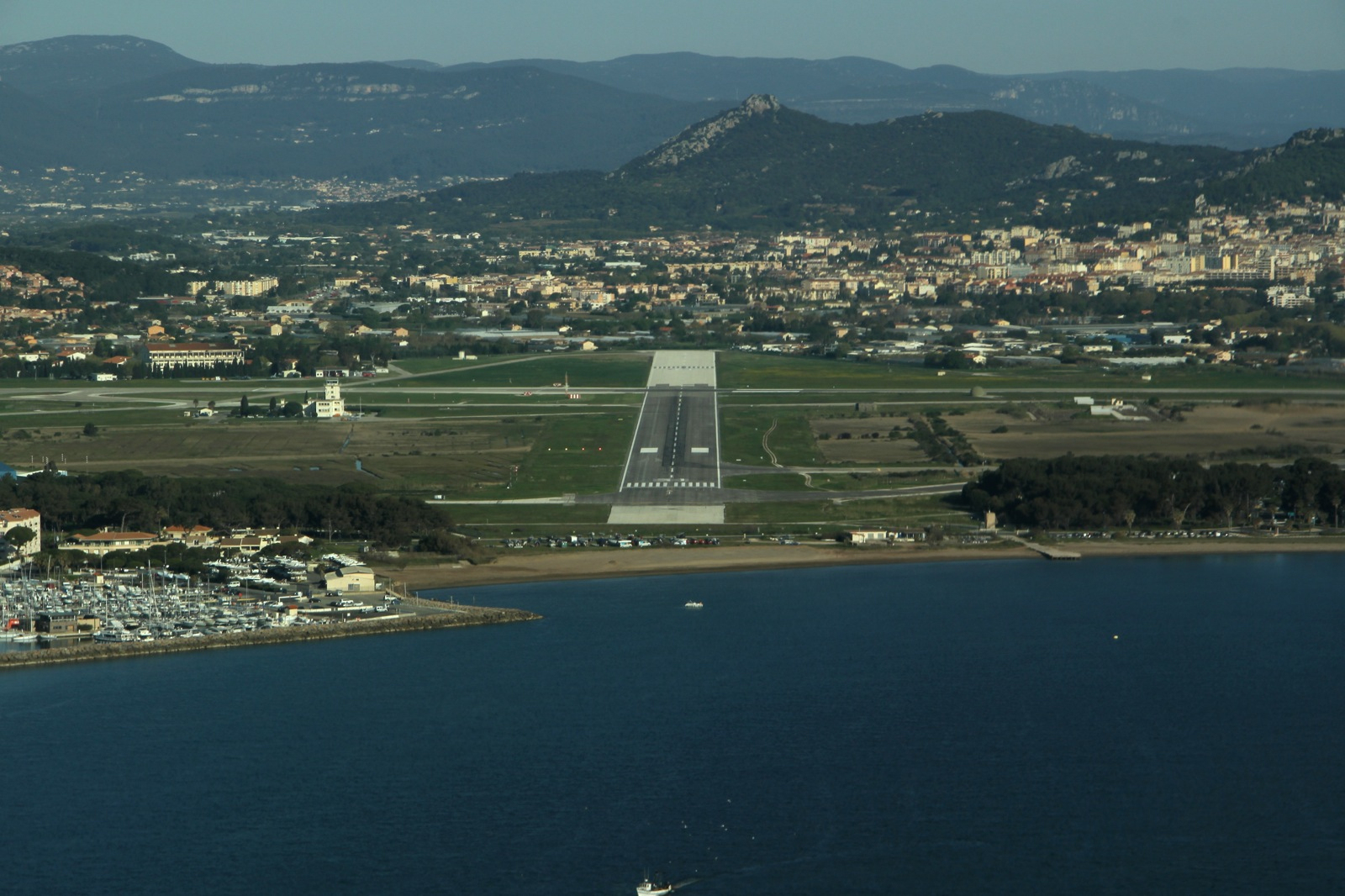
Aéroport de Toulon à Hyères

Toulon se place au quinzième rang des communes de France les plus peuplées, avec 165 584 habitants, la neuvième agglomération avec 561 155 habitants et a treizième aire urbaine avec 611 237 habitants. La ville est le siège d'une communauté d'agglomération, Toulon Provence Méditerranée, la première de France, qui rassemble douze communes et 425 612 habitants.
Située entre mer et montagnes, capitale économique du Var, Toulon bénéficie de nombreux atouts naturels. La base navale (plus grand port militaire français), le commerce, les administrations (publiques ou privées), le tourisme et la recherche (pôle Mer PACA, IFREMER…) sont l'essentiel de l'activité économique de la ville, qui partage avec Hyères un aéroport par lequel transitent environ 500 000 passagers par an.
La ville possède aussi une université (sciences, sciences humaines, lettres, droit, Staps et des pôles d’enseignement supérieur : les classes préparatoires aux grandes écoles des lycées Dumont-d'Urville et Rouvière, l’Institut supérieur de l'électronique et du numérique (ISEN Toulon) et l'école d'ingénieurs SeaTech.
Toulon est enfin dotée d'un Opéra, d'un Conservatoire national de région, de plusieurs musées, salles de concert (Palais Neptune et Zénith-Omega) et d'un théâtre labellisé « scène nationale » : le Théâtre Liberté.
La ville de Toulon est située dans le Midi de la France dans le sud-ouest du département du Var sur le littoral méditerranéen, à mi-chemin entre Marseille, à l'ouest, et Saint-Tropez, à l'est. On la considère parfois comme la première ville à l'ouest de la Côte d'Azur.

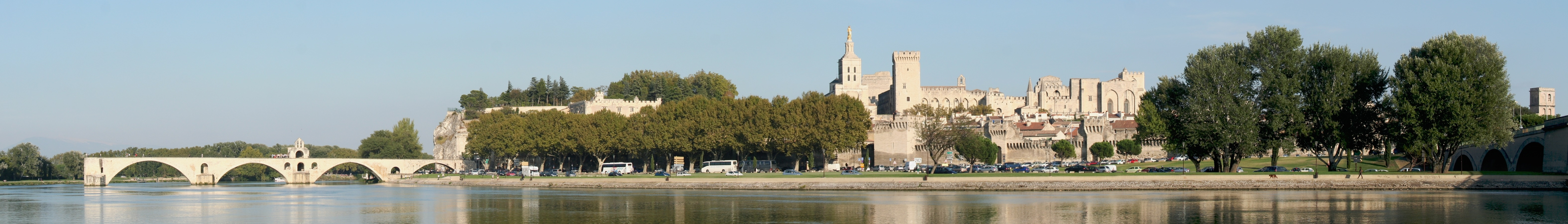
Pont d'Avignon

##### Zone urbaine d'Avignon
La zone urbaine d'Avignon — Avinhon / Avignoun en provençal — se situe dans le département du Vaucluse, des Bouches-du-Rhône et du Gard. Avignon est le chef-lieu du département du Vaucluse et siège de sa préfecture.
Avignon se place au quarante-cinquième rang des communes de France les plus peuplées, avec 92 209 habitants, la quatorzième agglomération avec 453 296 habitants et la seizième aire urbaine avec 518 981 habitants. La ville est le siège d'une communauté d'agglomération, Grand Avignon, qui rassemble dix-sept communes et 193 563 habitants.

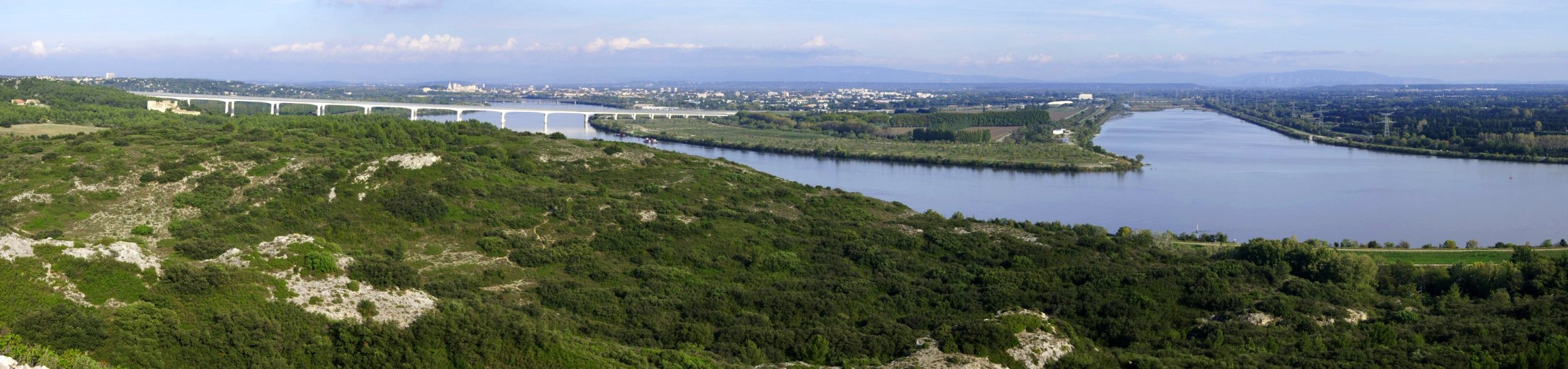
Confluent Rhône (gauche) et Durance (Droite)

Surnommée la « cité des papes » en raison de la présence des papes de 1309 à 1423, elle est actuellement la plus grande ville et le chef-lieu du département de Vaucluse. C'est l'une des rares villes françaises à avoir conservé ses remparts, son centre historique, composé du palais des papes, de l'ensemble épiscopal, du Rocher des Doms et du pont d’Avignon. Elle a été classée patrimoine mondial de l'UNESCO sous les critères I, II et IV.
La renommée de son festival, véritable vitrine artistique et culturelle de la ville, a largement dépassé les frontières françaises. La ville fut capitale européenne de la culture en 2000.
Elle est installée sur la rive gauche du Rhône qui marque la limite avec le Gard et la région Occitanie. Au sud d'Avignon, c'est la Durance qui sépare la ville des Bouches-du-Rhône.

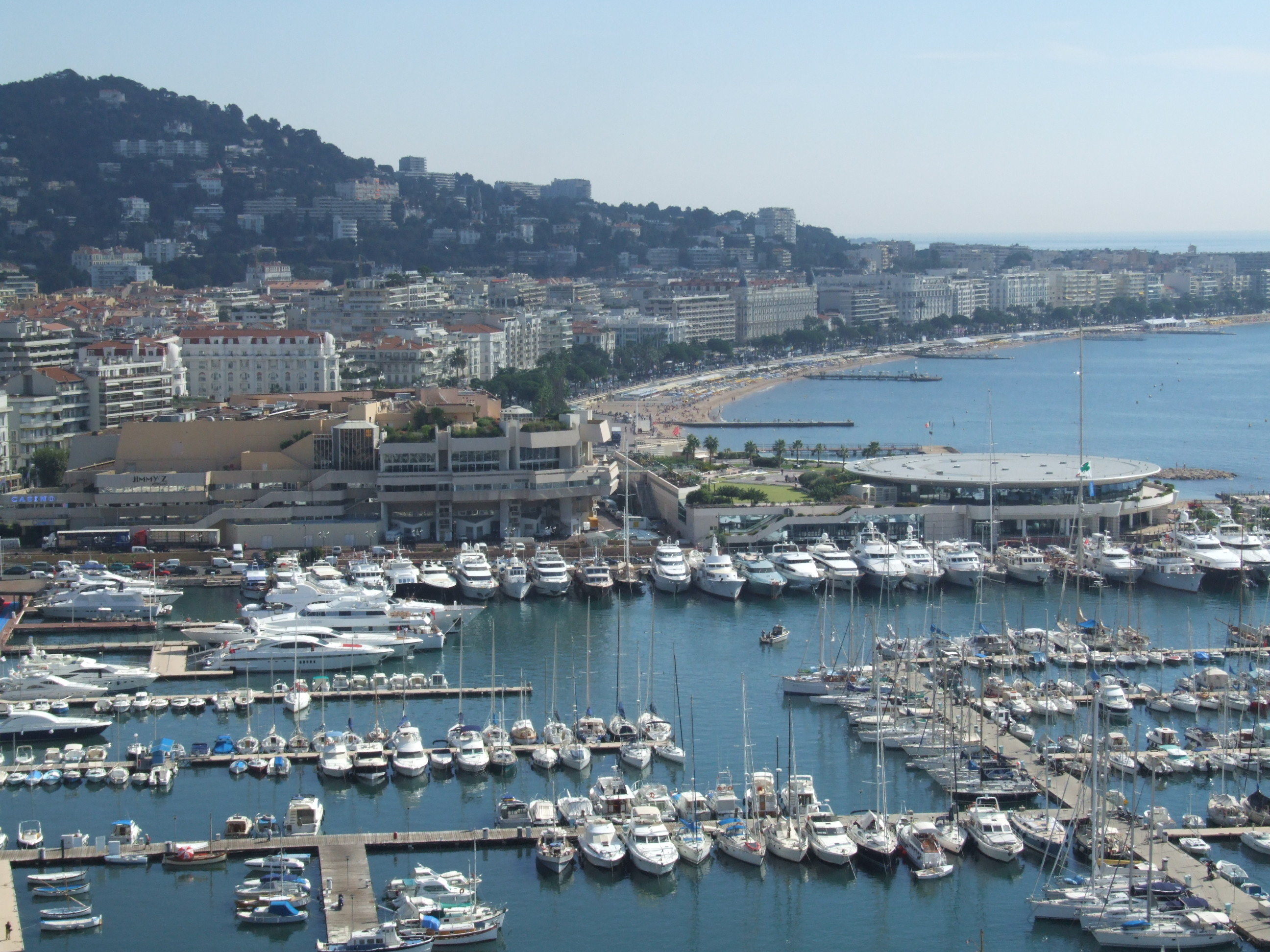
Port de Cannes et la Croisette

##### Zone urbaine de Cannes
La zone urbaine de Cannes — Canas / Cano en provençal — se situe dans le département des Alpes-Maritimes, du Var et des Alpes-de-Haute-Provence.

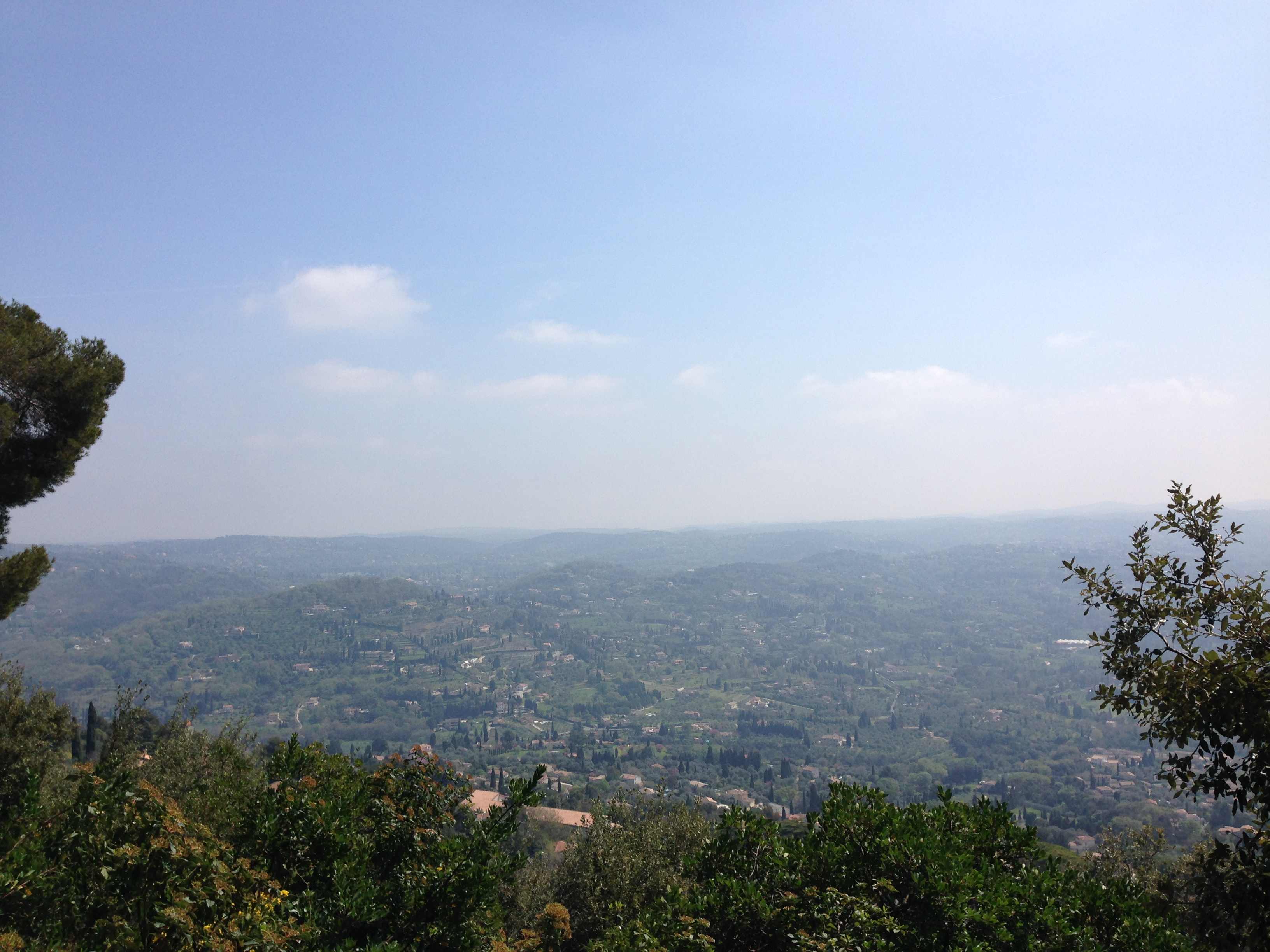
Vue depuis Grasse

Cannes se place au soixante-neuvième rang des communes de France les plus peuplées, avec 73 744 habitants. Elle fait partie de la même aire urbaine que Nice qui comptait 1 004 941 habitants. La ville est le siège d'une communauté d'agglomération, Cannes Pays de Lérins, qui rassemble cinq communes et 158 812 habitants. À noter que les trois communautés d'agglomération de l'ouest des Alpes-Maritimes (Pays de Lérins, Sophia-Antipolis, Pays de Grasse) rassemblent cinquante-deux communes et 436 560 habitants.
Village de pêcheurs ligure pendant l’Antiquité, liée aux légendes de Saint-Honorat et de l’homme au masque de fer sur les îles de Lérins au large de la baie de Cannes, station climatique et balnéaire de la Côte d'Azur au XIXe siècle, la ville prend son essor avec la construction de résidences de villégiature par les aristocrates anglais et russes puis, dès le début du XXe siècle, d'hôtels de luxe destinés aux touristes fortunés, constituant son patrimoine architectural.
Dotée d'une industrie de pointe, d’un petit aéroport d'affaires, de plusieurs ports et d’un palais des congrès, Cannes est aujourd’hui mondialement connue pour ses festivals du film et de la plaisance et pour sa Croisette bordée de quelques palaces.

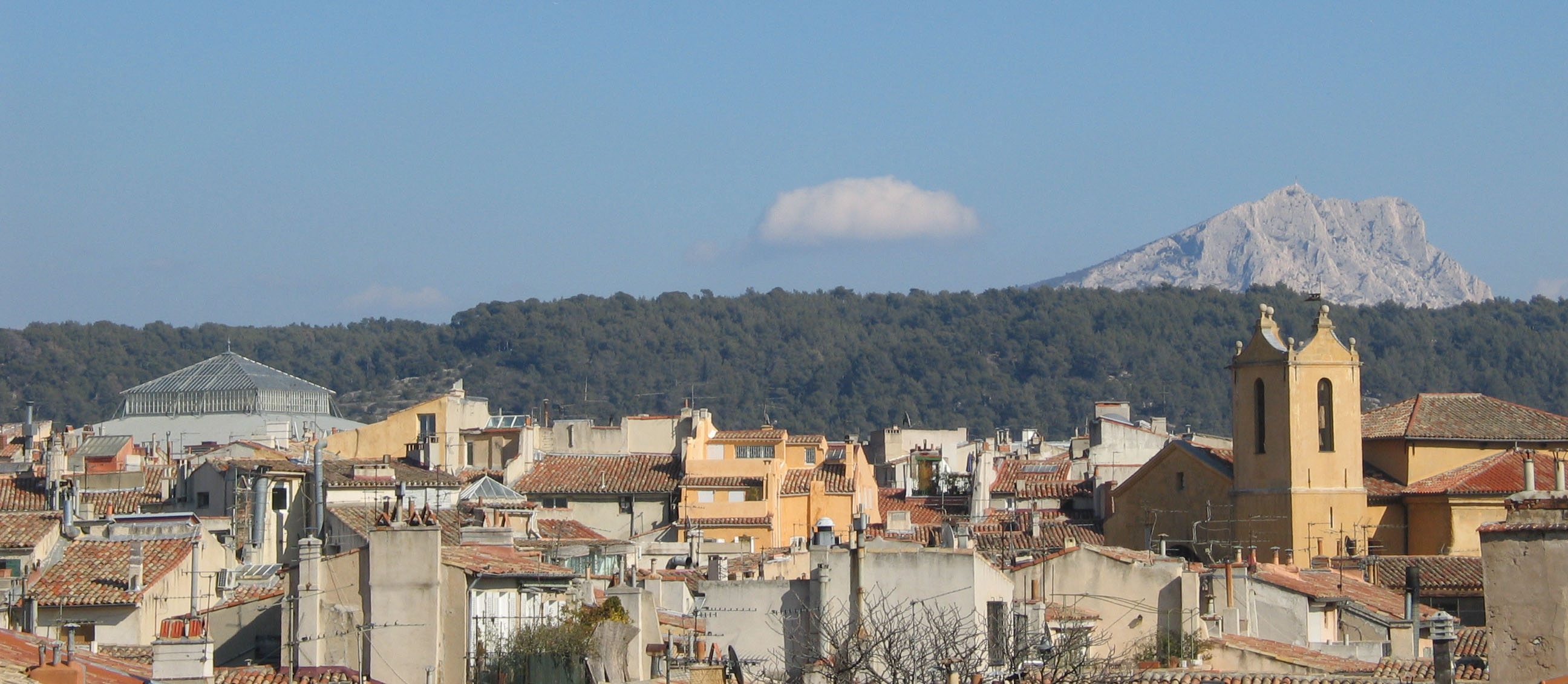
Centre-ville d'Aix-en-Provence et vue sur la Sainte-Victoire

##### Zone urbaine d'Aix-en-Provence
La zone urbaine d'Aix-en-Provence — Ais de Provença / Ais de Prouvènço en provençal — se situe dans le département des Bouches-du-Rhône, du Var et du Vaucluse.

Logo du Pays d'Aix

Aix-en-Provence se place au vingt-quatrième rang des communes de France les plus peuplées, avec 142 149 habitants. Elle fait partie de la même aire urbaine que Marseille qui comptait 1 743 990 habitants. La ville fait partie depuis le 1er janvier 2016 de la métropole d'Aix-Marseille-Provence, la seconde plus peuplée de France avec 1 859 922 habitants. À noter que l'ancienne communauté d'agglomération du Pays d'Aix rassemblait trente-six communes et 402 040 habitants.
Fondée en 122 av. J.-C. sous le nom d'Aquae Sextiae par la garnison romaine de Caius Sextius Calvinus, Aix devient par la suite la capitale du comté de Provence.
Ville thermale depuis l'Antiquité, Aix-en-Provence dispose d'un important patrimoine culturel (architecture, festival d'art lyrique, Grand Théâtre de Provence, etc.) et constitue un important pôle touristique.

### Cohésion sociale
Provence-Alpes-Côte d'Azur est une des régions les plus touchées par la pauvreté : 15 habitants sur 100 vivent sous le seuil de pauvreté. Les inégalités sont également plus marquées que la moyenne nationale.
La région est par ailleurs une des régions où l'accès au logement est le plus difficile. On compte seulement 10 % de logements sociaux (contre 14 % en France) et Provence-Alpes-Côte d'Azur est la région où le logement est le plus cher après l'Île-de-France.

## Politique et administration

### Collectivités territoriales
La région est administrée par le conseil régional de Provence-Alpes-Côte d'Azur dont le siège est à Marseille. Il compte 123 conseillers régionaux et est présidé depuis 2017 par Renaud Muselier.
Provence-Alpes-Côte d'Azur compte six départements :
| Nom                        | Code Insee | Superficie (km2) | Population (dernière pop. légale) | Densité (hab./km2) | Modifier             |
| -------------------------- | ---------- | ---------------- | --------------------------------- | ------------------ | -------------------- |
| Alpes-Maritimes            | 06         | 4 299,00         | 1 114 579 (2022)                  | 259                | modifier les données |
| Alpes-de-Haute-Provence    | 04         | 6 925,00         | 167 179 (2022)                    | 24                 | modifier les données |
| Bouches-du-Rhône           | 13         | 5 087,00         | 2 069 811 (2022)                  | 407                | modifier les données |
| Hautes-Alpes               | 05         | 5 549,00         | 141 677 (2022)                    | 26                 | modifier les données |
| Var                        | 83         | 5 973,00         | 1 108 364 (2022)                  | 186                | modifier les données |
| Vaucluse                   | 84         | 3 567,00         | 568 702 (2022)                    | 159                | modifier les données |
| Provence-Alpes-Côte d'Azur | 93         | 31 399,80        | 5 170 312 (2022)                  | 165                | modifier les données |

On compte 18 arrondissements, 126 cantons et 946 communes, elles-mêmes regroupées en 52 intercommunalités. Provence-Alpes-Côte d'Azur compte trois métropoles : Nice Côte d'Azur (créée en 2011), Aix-Marseille-Provence et Toulon Provence Méditerranée.

### Principales intercommunalités

#### Alpes-de-Haute-Provence (04)
| Nom                                                             | n° SIREN  | Date de création | Nombre de communes     | Population (2021) | Superficie (km²) | Densité (hab./km²) | Siège           |
| --------------------------------------------------------------- | --------- | ---------------- | ---------------------- | ----------------- | ---------------- | ------------------ | --------------- |
| Communauté d'agglomération Durance-Lubéron-Verdon Agglomération | 200034700 | 1er janvier 2013 | 25 (dont 1 dans le 83) | 62 563            | 838,5            | 75                 | Manosque        |
| Communauté d'agglomération Provence-Alpes Agglomération         | 200067437 | 1er janvier 2017 | 46                     | 47 463            | 1 574,0          | 30                 | Digne-les-Bains |

#### Hautes-Alpes (05)
| Nom                                            | n° SIREN  | Date de création | Nombre de communes     | Population (2021) | Superficie (km²) | Densité (hab./km²) | Siège |
| ---------------------------------------------- | --------- | ---------------- | ---------------------- | ----------------- | ---------------- | ------------------ | ----- |
| Communauté d'agglomération Gap-Tallard-Durance | 200067825 | 26 octobre 2016  | 17 (dont 2 dans le 04) | 50 483            | 351,4            | 144                | Gap   |

#### Alpes-Maritimes (06)
| Nom                                                | n° SIREN  | Date de création  | Nombre de communes | Population (2021) | Superficie (km²) | Densité (hab./km²) | Siège   |
| -------------------------------------------------- | --------- | ----------------- | ------------------ | ----------------- | ---------------- | ------------------ | ------- |
| Métropole Nice Côte d'Azur                         | 200030195 | 1er janvier 2012  | 51                 | 553 305           | 1 479,73         | 374                | Nice    |
| Communauté d'agglomération Sophia-Antipolis        | 240600585 | 1er janvier 2002  | 24                 | 178 917           | 482,8            | 371                | Antibes |
| Communauté d'agglomération Cannes Pays de Lérins   | 200039915 | 1er janvier 2014  | 5                  | 159 774           | 94,8             | 1 685              | Cannes  |
| Communauté d'agglomération du Pays de Grasse       | 200039857 | 1er janvier 2014  | 23                 | 100 162           | 489,9            | 204                | Grasse  |
| Communauté d'agglomération de la Riviera française | 240600551 | 27 septembre 2001 | 15                 | 73 890            | 660,1            | 112                | Menton  |

#### Bouches-du-Rhône (13)
| Nom                                                        | n° SIREN  | Date de création  | Nombre de communes                     | Population (2021) | Superficie (km²) | Densité (hab./km²) | Siège     |
| ---------------------------------------------------------- | --------- | ----------------- | -------------------------------------- | ----------------- | ---------------- | ------------------ | --------- |
| Métropole d'Aix-Marseille-Provence                         | 200054807 | 1er janvier 2016  | 92 (dont 1 dans le 83 et 1 dans le 84) | 1 903 173         | 3 149,2          | 604                | Marseille |
| Communauté d'agglomération Arles-Crau-Camargue-Montagnette | 241300417 | 4 décembre 2003   | 6                                      | 83 546            | 1 445,8          | 58                 | Arles     |
| Communnauté d'agglomération Terre de Provence              | 200035087 | 1er décembre 1996 | 13                                     | 59 775            | 265,9            | 225                | Eyragues  |

#### Var (83)
| Nom                                                               | n° SIREN  | Date de création | Nombre de communes | Population (2021) | Superficie (km²) | Densité (hab./km²) | Siège             |
| ----------------------------------------------------------------- | --------- | ---------------- | ------------------ | ----------------- | ---------------- | ------------------ | ----------------- |
| Métropole Toulon Provence Méditerranée                            | 248300543 | 1er janvier 2018 | 12                 | 444 634           | 366,4            | 1 214              | Toulon            |
| Communauté d'agglomération Estérel Côte d'Azur Agglomération      | 200035319 | 1er janvier 2013 | 5                  | 116 830           | 347,1            | 337                | Saint-Raphaël     |
| Communauté d'agglomération Dracénis Provence Verdon Agglomération | 248300493 | 31 octobre 2000  | 23                 | 108 026           | 914,7            | 118                | Draguignan        |
| Communauté d'agglomération de la Provence Verte                   | 200068104 | 1er janvier 2017 | 28                 | 99 760            | 947,5            | 105                | Brignoles         |
| Communauté d'agglomération Sud Sainte Baume                       | 248300394 | 25 juillet 1994  | 9                  | 61 460            | 355,6            | 173                | La Cadière-d'Azur |

#### Vaucluse (84)
| Nom                                                  | n° SIREN  | Date de création | Nombre de communes       | Population (2021) | Superficie (km²) | Densité (hab./km²) | Siège      |
| ---------------------------------------------------- | --------- | ---------------- | ------------------------ | ----------------- | ---------------- | ------------------ | ---------- |
| Communauté d'agglomération du Grand Avignon          | 248400251 | 31 décembre 2000 | 16 (dont 7 dans le Gard) | 193 290           | 302,6            | 639                | Avignon    |
| Communauté d'agglomération Ventoux-Comtat Venaissin  | 248400053 | 1er janvier 2003 | 25                       | 70 298            | 511,6            | 137                | Carpentras |
| Communauté d'agglomération Luberon Monts de Vaucluse | 200040442 | 1er janvier 2017 | 16                       | 55 034            | 356,4            | 154                | Cavaillon  |
| Communauté d'agglomération Les Sogues du Comtat      | 248400293 | 24 octobre 2001  | 5                        | 50 165            | 154,7            | 324                | Monteux    |

### Administration déconcentrée
Le préfet de région, également préfet des Bouches-du-Rhône, est basé à Marseille. En plus des directions régionales, la région est du ressort du Centre d'études techniques de l'Équipement Méditerranée, de la Direction interdépartementale des Routes Méditerranée, de la Direction interrégionale de la mer Méditerranée, de la Direction interrégionale des services pénitentiaires de Marseille et de la Direction de la protection judiciaire de la jeunesse Sud-Est.
Pour l'Éducation nationale, la région est divisée en deux académies : Aix-Marseille et Nice.

### Tendances politiques
Le département des Alpes-Maritimes a longtemps été dirigé par des hommes politiques centristes, bien que, depuis les années 1980, les partis de droite n'aient cessé de progresser. Les Bouches-du-Rhône et le Var ont longtemps été considérés comme appartenant au « Midi rouge ». Le courant socialiste y est influant dès la fin du XIXe siècle, comme le rappelle l'élection en 1881 du premier député socialiste de France, Clovis Hugues. Plus tôt, en 1851, le département des Basses-Alpes, ainsi que le Var et le Vaucluse, s'étaient distingués par une résistance républicaine au coup d'État de Louis-Napoléon Bonaparte.
Le Parti communiste a longtemps dirigé de nombreuses communes de la région (comme Aubagne, Draguignan, La Ciotat, Beausoleil) et maintient quelques bastions (Martigues, Gardanne, Arles notamment).
À partir des années 1980, la région a progressivement glissé à droite avec les changements démographiques et économiques, à l'exception des Alpes-de-Haute-Provence. Le Front national y enregistre également des scores particulièrement élevés. Si ce glissement est particulièrement fort pour les élections nationales, la gauche résiste cependant bien aux élections locales et conserve de nombreuses collectivités (conseil régional de 1998 à 2015, conseils généraux des Bouches-du-Rhône, de Vaucluse jusqu'en 2015, des Alpes-de-Haute-Provence, certaines communes).
| Élection / collectivités                  | Centre                    | Extrême droite          |
| ----------------------------------------- | ------------------------- | ----------------------- |
| Élection présidentielle de 2017 (2d tour) | 55,47 % (Emmanuel MACRON) | 44,53 % (Marine LE PEN) |
| Conseil régional de 2015                  | 123 (LR-UDI-FN)           | 0                       |
| Conseils départementaux de 2015           | 5                         | 1                       |
| Députés                                   | 27                        | 15                      |
| Sénateurs                                 | 13                        | 9                       |
| Villes chefs-lieux de département         | 4                         | 2                       |

### Députés
La région Provence-Alpes-Côte-d'Azur est découpé en 42 circonscriptions. Elle est représentée à l'assemblée nationale par 20 députés Rassemblement national, 9 députés Renaissance, 5 députés Les Républicains, 4 députés la France insoumise, et 1 député du Parti communiste français, 1 député MoDem, 1 député Horizons, et 1 député de la Ligue du Sud.

#### Députés des Alpes-de-Haute-Provence (04)
| Circonscription | Député           | Parti                  | Zone                                                                     |
| --------------- | ---------------- | ---------------------- | ------------------------------------------------------------------------ |
| Première        | Christian Girard | Rassemblement national | Digne-les-Bains, Castellane, Riez, Château-Arnoux-Saint-Auban, Valensole |
| Deuxième        | Léo Walter       | La France insoumise    | Manosque, Sisteron, Forcalquier, Reillanne, Barcelonnette                |

#### Députés des Hautes-Alpes (05)
| Circonscription | Député              | Parti            | Zone                                                          |
| --------------- | ------------------- | ---------------- | ------------------------------------------------------------- |
| Première        | Marie-José Allemand | Parti socialiste | Gap, Veynes, Tallard, Serres, Laragne-Montéglin               |
| Deuxième        | Valérie Rossi       | Parti socialiste | Briançon, Embrun, Chorges, Guillestre, L'Argentière-la-Bessée |

#### Députés des Alpes-Maritimes (06)
| Circonscriptions | Député               | Parti                  | Zone                                                                   |
| ---------------- | -------------------- | ---------------------- | ---------------------------------------------------------------------- |
| Première         | Éric Ciotti          | UDR                    | Nice (en partie)                                                       |
| Deuxième         | Lionel Tivoli        | Rassemblement national | Vence, Carros, Grasse (en partie), Puget-Théniers                      |
| Troisième        | Bernard Chaix        | UDR                    | Nice (en partie)                                                       |
| Quatrième        | Alexandra Masson     | Rassemblement national | Menton, Beausoleil, Contes, Sospel, Tende                              |
| Cinquième        | Christelle D'Intorni | UDR                    | Nice (en partie), Levens, Saint-Martin-Vésubie, Saint-Etienne-de-Tinée |
| Sixième          | Bryan Masson         | Rassemblement national | Cagnes-sur-Mer, Saint-Laurent-du-Var, Villeneuve-Loubet                |
| Septième         | Eric Pauget          | Les Républicains       | Antibes, Vallauris (en partie), Le Bar-sur-Loup                        |
| Huitième         | Alexandra Martin     | Les Républicains       | Cannes, Mandelieu-la-Napoule, Vallauris (en partie)                    |
| Neuvième         | Michèle Tabarot      | Les Républicains       | Le Cannet, Grasse (en partie), Mougins                                 |

#### Députés du Vaucluse (84)
| Circonscription | Député             | Parti                  | Zone                                                                 |
| --------------- | ------------------ | ---------------------- | -------------------------------------------------------------------- |
| Première        | Raphaël Arnault    | La France insoumise    | Avignon, Le Pontet                                                   |
| Deuxième        | Bénédicte Auzanot  | Rassemblement national | Cavaillon, L'Isle-sur-la-Sorgue, Saint-Saturnin-lès-Avignon, Cadenet |
| Troisième       | Hervé de Lépinau   | Rassemblement national | Sorgues, Monteux, Pernes-les-Fontaines                               |
| Quatrième       | Marie-France Lorho | Ligue du Sud           | Orange, Bollène, Vaison-la-Romaine, Valréas                          |
| Cinquième       | Catherine Rimbert  | Rassemblement national | Carpentras, Apt, Pertuis, Sault                                      |

### Jumelages
| Régions jumelées avec la région Provence-Alpes-Côte d'Azur | Régions jumelées avec la région Provence-Alpes-Côte d'Azur | Régions jumelées avec la région Provence-Alpes-Côte d'Azur | Régions jumelées avec la région Provence-Alpes-Côte d'Azur | Régions jumelées avec la région Provence-Alpes-Côte d'Azur |
| ---------------------------------------------------------- | ---------------------------------------------------------- | ---------------------------------------------------------- | ---------------------------------------------------------- | ---------------------------------------------------------- |
| Drapeau de la Californie                                   | Californie                                                 | États-Unis                                                 | 1990                                                       | [ 53 ]                                                     |
| Carte de Guangdong                                         | Guangdong                                                  | République populaire de Chine                              | 1985                                                       | [ 54 ]                                                     |
| Carte du Maroc                                             | Tanger-Tétouan-Al Hoceima                                  | Royaume du Maroc                                           | 2000                                                       | [ 55 ]                                                     |

## Culture

### Langues

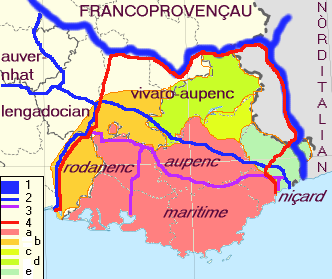
Variétés du provençal.

Selon la classification ancienne de la linguistique romane classique, la région Provence-Alpes-Côte d'Azur appartient à l'aire linguistique d'oc ou occitane, à l'exception de la frange frontalière italienne qui relève du domaine ligure (Tende, Roya, Menton). Cependant, il existe une école sociolinguistique qui démontre que la population considère plutôt le provençal et le niçois comme langues distinctes de l'occitan, et distinctes entre elles-mêmes, (en contradiction avec le travail ancien de Frédéric Mistral sur le sujet) tout en appartenant à la famille des langues d'Oc, sur le modèle des langues par élaboration ou langues ausbau ou polynomiques. Saisi de cette question comme la plupart des élus de la région, le conseil régional a adopté en décembre 2003 une motion affirmant « que la langue occitane ou langue d’Oc est la langue régionale de la région Provence-Alpes-Côte d'Azur : le provençal rhodanien, le provençal maritime, le niçard et l’alpin sont les formes régionales de la langue occitane ou langue d’Oc en Provence-Alpes-Côte d'Azur » après avoir deux mois plus tôt retenu les langues provençales et niçoises. En 2016, le Conseil régional a finalement voté la reconnaissance « des langues qui ont su véhiculer (…) les traditions et les spécificités culturelles de l’histoire de notre région et de ses divers territoires : le provençal, le gavot ou le nissard. Cette pluralité linguistique est la spécificité de notre région dans l’espace de la langue d’oc » (24/06/2016).
La langue régionale est généralement appelée provençal. Mais ce fût longtemps aussi l'ancienne appellation de l'ensemble de la langue d'Oc qui a ensuite été renommé Occitan vers 1930, sous l'impulsion de Languedociens. Par ailleurs, les populations ont longtemps cité la langue du Midi par le nom de leur dialecte, à titre d'exemple, les Catalans surnommèrent la langue d'Oc de « Limousin » du fait de la notoriété de leurs troubadours. Le terme d'Occitan provoque, notamment en Provence, des critiques car il est étymologiquement un synonyme de languedocien. Toutefois, il faut préciser que « provençal » comme « occitan » ou « oc » sont deux termes qui renvoient à la langue du Midi en général et qui se sont par la suite réduits à des provinces particulières : Languedoc (linguae occitanae), Provence (provinciae narbonensis). Les Italiens avaient tendance à appeler la langue du Midi « provenzale ». On distingue plusieurs variétés du provençal : rhodanien, maritime (ou marseillais), niçard, vivaro-alpin (ou provençal alpin). Si la pratique du provençal est aujourd'hui réduite comme langue maternelle (environ 200 000 personnes, 5 % de la population), il subsiste cependant dans la création littéraire et musicale (Massilia Sound System, Moussu T e lei Jovents, Lo Còr de la Plana, Crous e Pielo, Fatche d'eux, Zou mai Aqui, Guy Bonnet, André Chiron, etc.) ou littéraire (Mas-Felipe Delavouet, Jean-Pierre Tennevin, Roland Pécout ou précédemment Théodore Aubanel, Frédéric Mistral, Joseph d'Arbaud, Victor Gelu). Des associations, dont le Félibrige, l'Union provençale, le Collectif Provence, l'IEO Provence, l''Astrado prouvençalo, l'Ostau dau País marselhés, Parlarèn, etc., entretiennent ce patrimoine linguistique.

### Cuisine
Partie intégrante du bassin méditerranéen et proche de l'Italie, la cuisine de Provence-Alpes-Côte d'Azur est marquée par ces influences : utilisation d'huile d'olive, d'olives (tapenade…), d'ail, d'herbes aromatiques (thym, romarin, laurier, sauge, etc.). La consommation de légumes d'été et des légumes secs l'hiver est importante : aubergines, poivrons, courgettes, tomates, etc. Dans le sud et le centre, l'agneau et le mouton sont très utilisés ainsi que les produits de la mer. Dans les Alpes, la cuisine comporte une abondance de salaisons et de fromages et certaines recettes traditionnelles font partie de la cuisine dauphinoise.
Parmi les produits locaux : la truffe (dont le Vaucluse est le premier producteur en France), le pastis, les herbes de Provence, l'huile d'olive (la région compte plusieurs AOC).

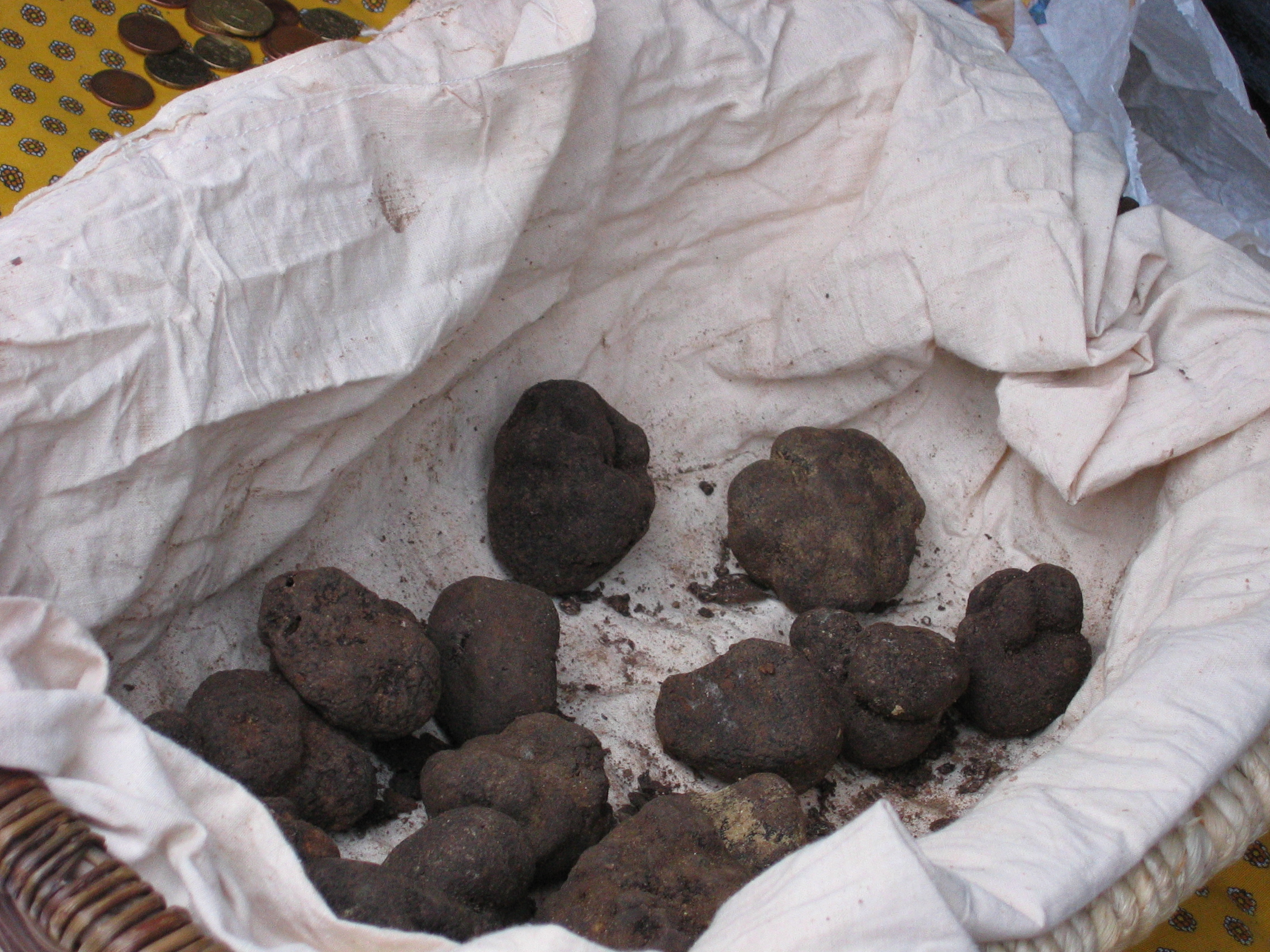
Panier de truffes du Ventoux.
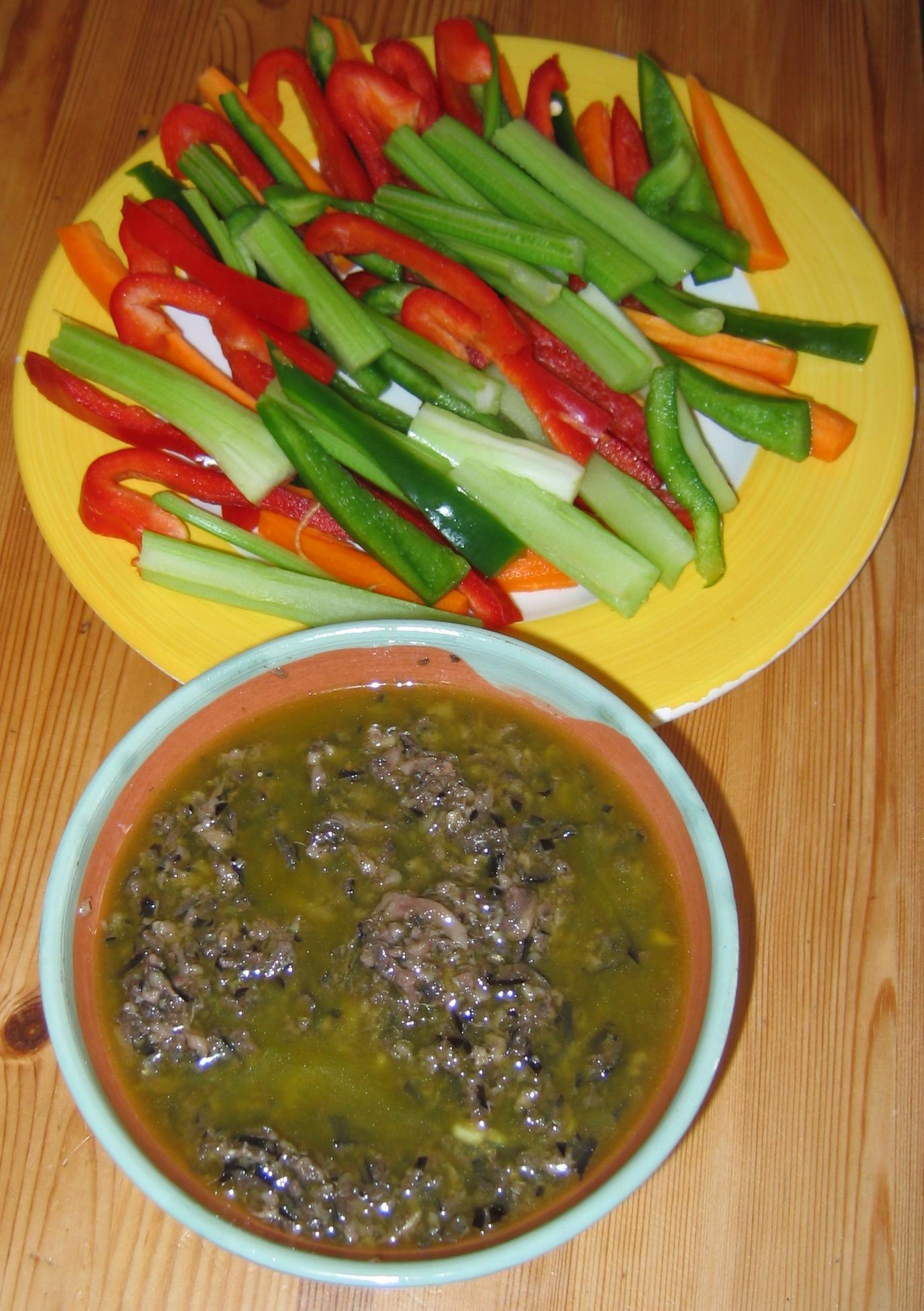
Anchoïade.
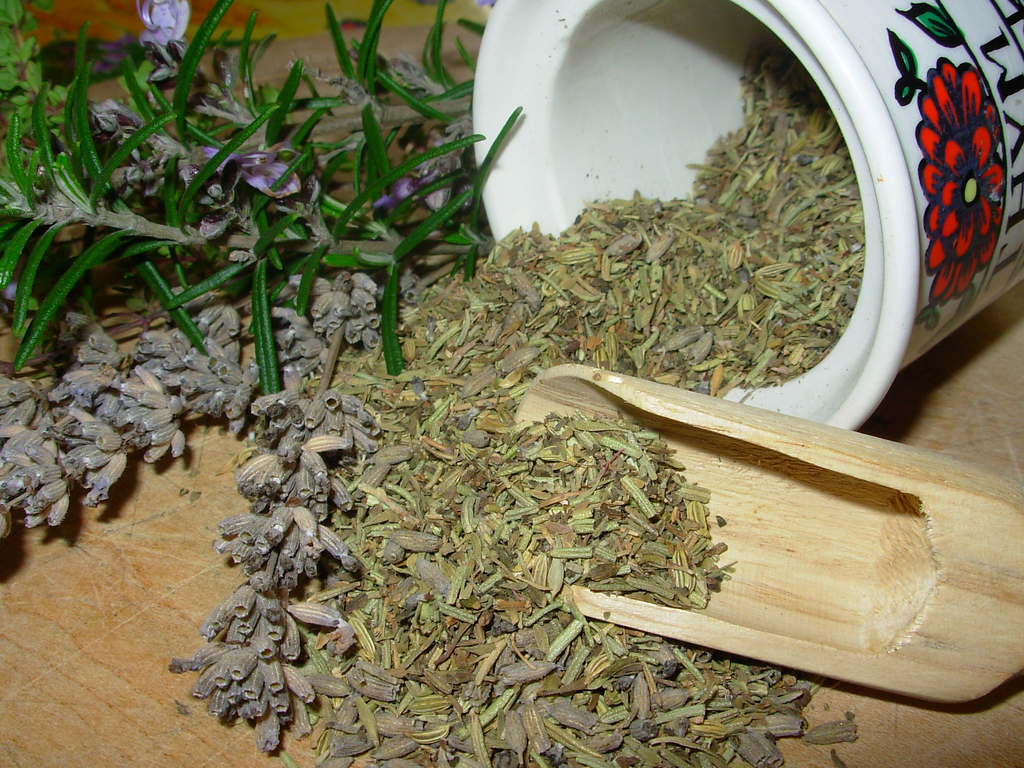
Herbes de Provence.
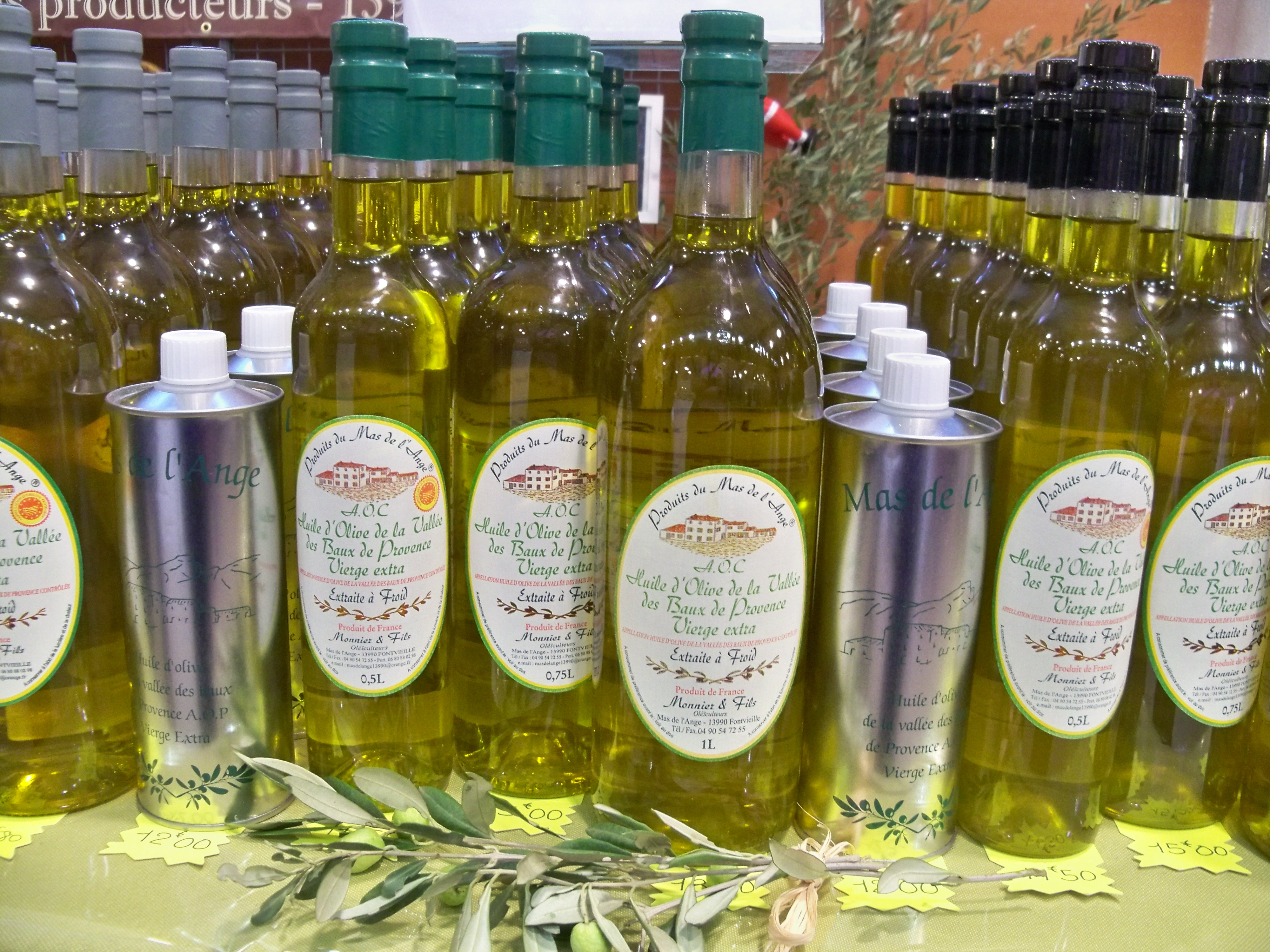
Gamme d'Huile d'olive de la vallée des Baux-de-Provence AOC.
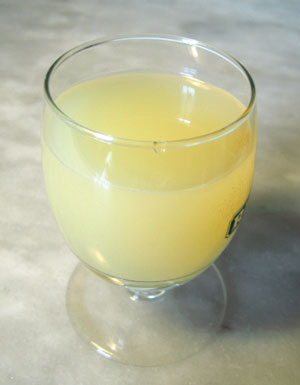
Un verre de pastis.
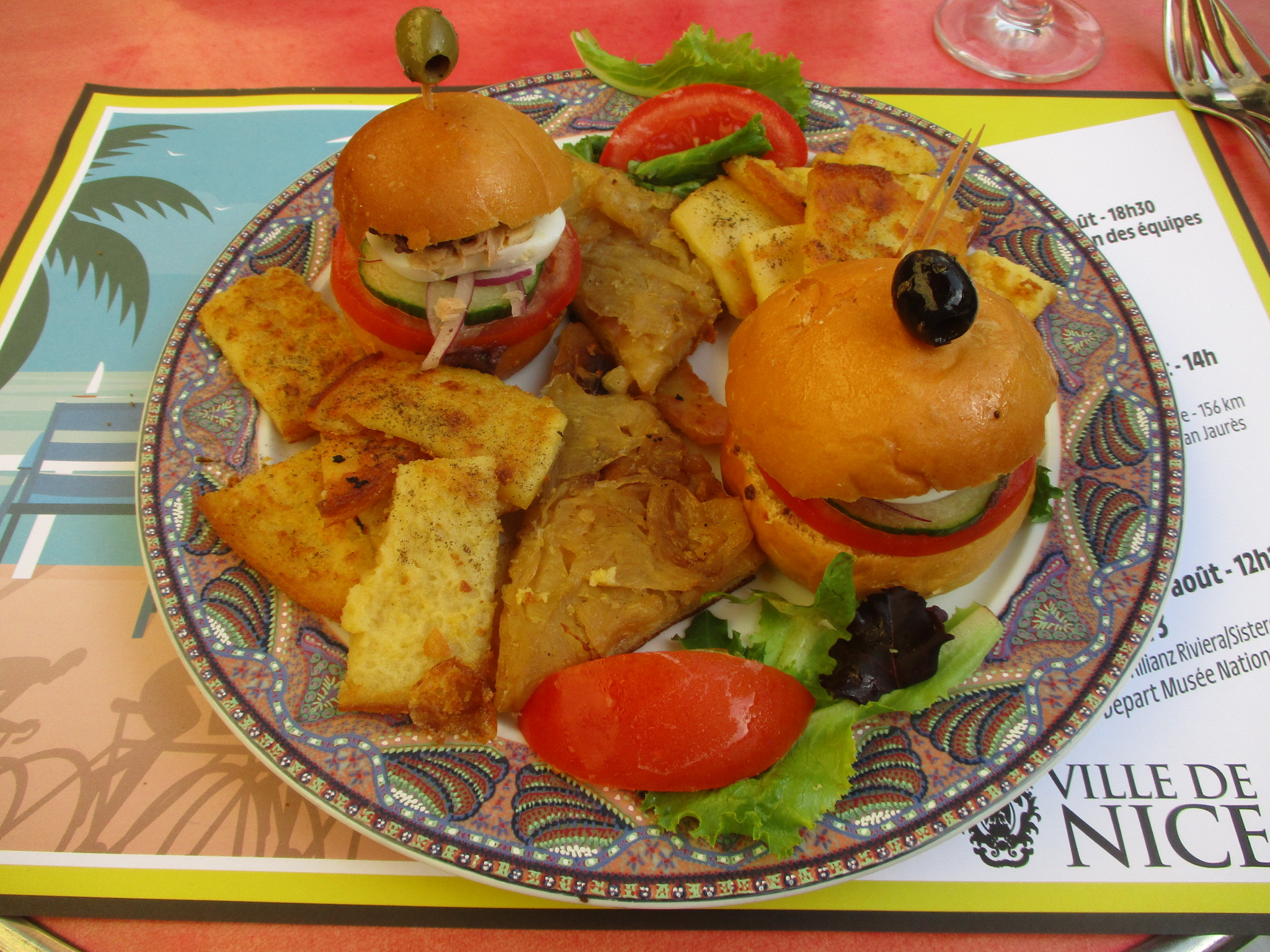
Assiette composée de Socca, de pissaladière et de deux pan bagnat.

### Littérature
De nombreuses œuvres littéraires évoquent la région, dont l'œuvre littéraire (mais aussi théâtrale et cinématographique) de Marcel Pagnol. Ses Souvenirs d'enfance, par exemple (La Gloire de mon père, Le Château de ma mère, etc.), se déroulent principalement à Marseille et dans les collines environnantes, de même que le diptyque L'Eau des collines. On peut noter aussi les nouvelles qui composent les Lettres de mon moulin d'Alphonse Daudet et qui se situent pour la plupart dans les environs de Beaucaire (20 km à l'est de Nîmes et en face de Tarascon), et reprennent parfois des récits tirés du folklore provençal[réf. souhaitée].
De nombreuses autres œuvres s'inspirent ou racontent la Provence, les Alpes du sud ou encore le territoire de l'ancien comté de Nice et dont les auteurs sont Frédéric Mistral, Joseph Roumanille, René Char, Théodore Aubanel, Clovis Hugues, Henri Bosco, Marie Mauron, Yvan Audouard, Pierre Magnan, Jean-Yves Royer, Jean Giono et bien d'autres. D'autres œuvres prennent place dans les diverses zones de montagnes de la région[réf. souhaitée].
Il existe aussi une littérature provençale, en langue provençale, très importante[réf. souhaitée].

### Musique
La musique en provençal est très créative, aussi bien dans les genres traditionnels que dans les genres plus modernes, avec une vague folk depuis les années 1970 (Miquèla e lei Chapacans, Jan Nouvè Mabelly, Daumas…) et une seconde vague renouvelée depuis les années 1990 avec des genres nouveaux (comme Jean-Bernard Plantevin et les groupes Massilia Sound System, Nux Vomica, Gacha-Empega, Dupain, Crous e Pielo, Terro de Sau, lo Còrou de Berra, D'Aquí Dub, lo Còr de la Plana par exemple)[réf. souhaitée].
On retrouve une riche production de rap dans la région, à la fois ancienne (depuis le début des années 1990) et dynamique (avec de nombreux disques d'or et de platine), avec des groupes comme IAM (Akhenaton, Kheops, Freeman, Imhotep, Shurik'n, ce dernier étant originaire de Miramas), Psy'4 de la Rime (Alonzo, Soprano, Vincenzo, Sya Styles) ou la Fonky Family (Le Rat Luciano, Sat l'Artificier, Don Choa, Menzo, Pone, DJ Djel, Fel) à Marseille, Chiens de Paille (Sako et Hal) à Cannes, le collectif D'en Bas Fondation (Veust Lyricist, Infinit', Mr Agaz..), les artistes solo Jul, Bouga, REDK, Keny Arkana et l'Algerino à Marseille, SCH à Aubagne, Saigne J, Dialectic Pimp et Deen Burbigo à Toulon, Hooss à Fréjus, Kalash l'Afro à Berre-l'Etang et bien d'autres encore

### Cinéma
Les frères Lumière, qui possédaient une maison à la Ciotat, y ont réalisé leurs premières œuvres cinématographiques avec celles tournées à leur usine de Lyon : L'Arrivée d'un train en gare de La Ciotat, L'Arroseur arrosé. La première salle de cinéma de l'histoire, L'Éden, se situe à La Ciotat.
De nombreux films ont été réalisés dans la région, notamment de Marcel Pagnol et d'Henri Verneuil : Napoléon d'Abel Gance, Toni, réalisé et tourné à Martigues par Jean Renoir, La Femme du boulanger de Marcel Pagnol, tourné au Castellet.

### Symboles
|  | Blasonnement : parti, au premier d’or aux quatre pals de gueules, au second coupé en premier d’or au dauphin d'azur crété, barbé, loré, peautré et oreillé de gueules, et en second d’argent à l’aigle couronné de gueules, empiétant une montagne aux trois coupeaux de sable issant d’une mer d'azur et ondée d’argent |

Le blason adopté par le conseil régional rassemble les armes anciennes de la Provence avec celles du comté de Nice et du Dauphiné. Sur le drapeau, les couleurs de Provence occupent les deux tiers de la surface à la hampe :
Le drapeau de la région est présent sur quelques établissements institutionnels mais les plus utilisés restent les drapeaux traditionnels de la Provence, de Nice et du Dauphiné dans les anciens territoires respectifs qui représentent la pluralité provençale, après la dislocation progressive de la Provence au Moyen Âge[réf. souhaitée].

### Identité visuelle
En 2018, le président du Conseil régional promeut la marque « Région Sud - Provence-Alpes-Côte d'Azur » illustrée par le logo ci-après. Il ne s'agit pas du logo ni du nom officiel de la région, celui-ci, en opposition du préfet, ne pouvant être modifié que par décret en Conseil d'État qui n'a pas été saisi.

Logo de la marque « Région Sud » depuis 2018

#### Anciens logos

Ancien logo (1997-2000)
Ancien logo (2000-2006)
Ancien logo (2006-2018)

## Économie
La région Provence-Alpes-Côte d'Azur produit 7 % du PIB français, ce qui la situe au troisième rang national et 16e européen.
L'économie régionale a été touchée par la crise économique de 2008, mais moins que le reste du pays. Toutefois, la croissance démographique forte crée un déficit d'emplois et un chômage structurellement plus important.

### Agriculture
L'agriculture est diversifiée : viticulture (Côtes-du-Rhône, Côtes-de-Provence), maraîchage (Vaucluse), primeurs (Var), fleurs à parfums (Côte d'Azur), riziculture (Camargues). L'élevage reste extensif : bovins et chevaux (Camargue) ou ovins (Alpes).
Les champs de lavande, cliché largement véhiculé par les offices de tourisme ou les opérateurs touristiques ne représentent en réalité que 0,51 % des surfaces de la région soit 160 km2.
La forêt occupe un tiers du territoire régional, mais est peu utilisée par l'agriculture. La région PACA est par ailleurs la première région de France, proportionnellement, en termes d'agriculture biologique, avec en 2012 13 % de la surface agricole utile (SAU) certifiée, contre 3,6 % en moyenne sur le territoire national. Des initiatives ont été prises afin de favoriser les commandes publiques, notamment en restauration scolaire, de produits issus du bio.

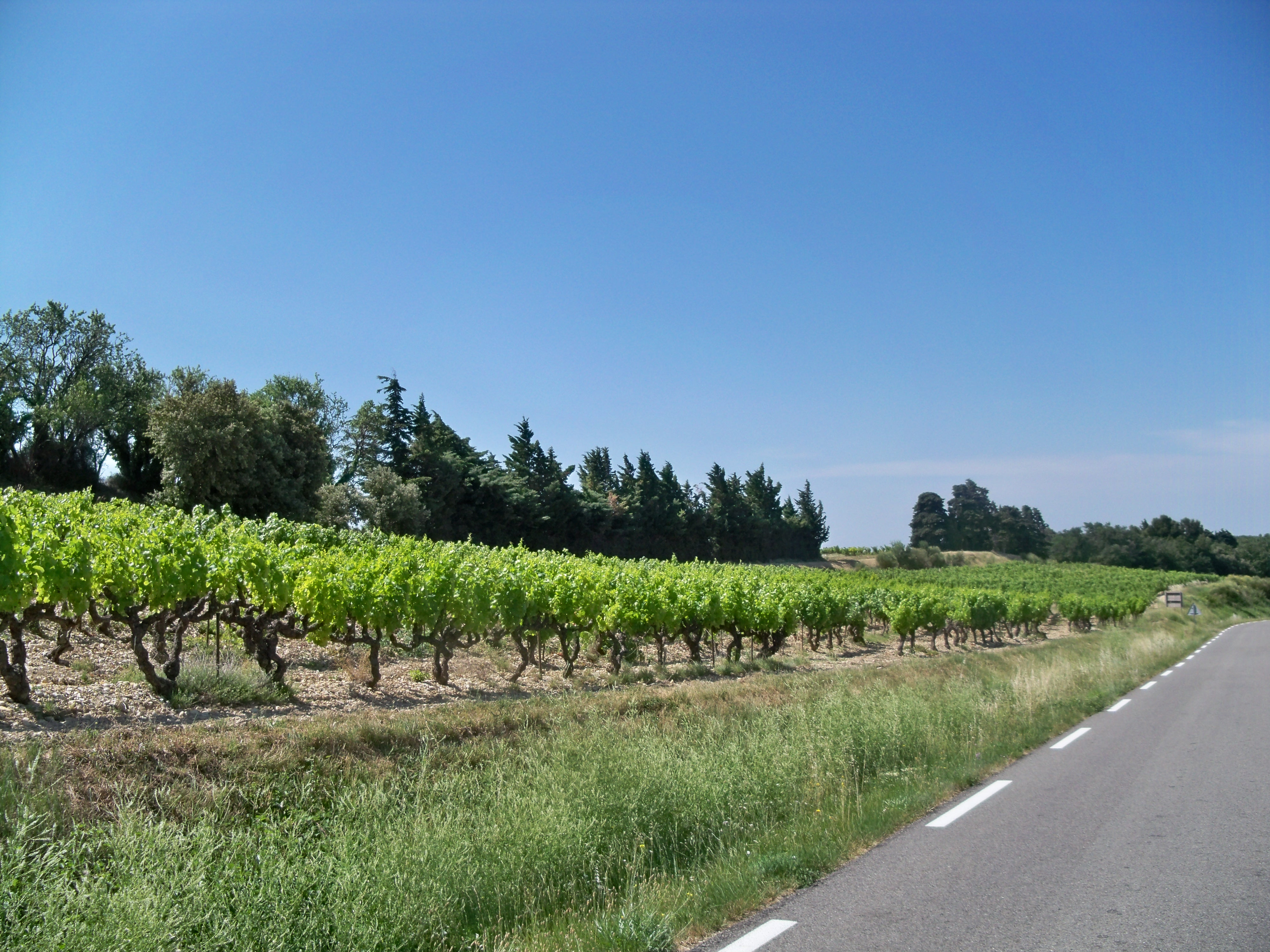
Vignes dans la vallée du Rhône.
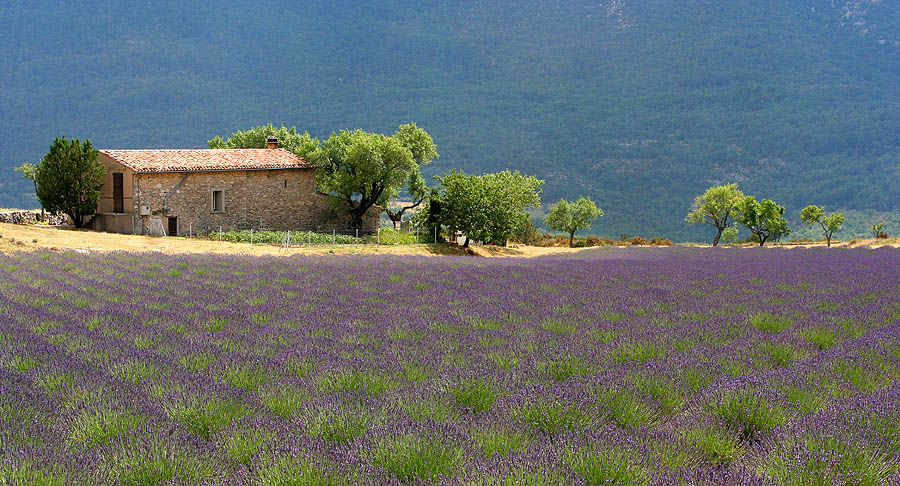
Paysage provençal touristique, lavande.
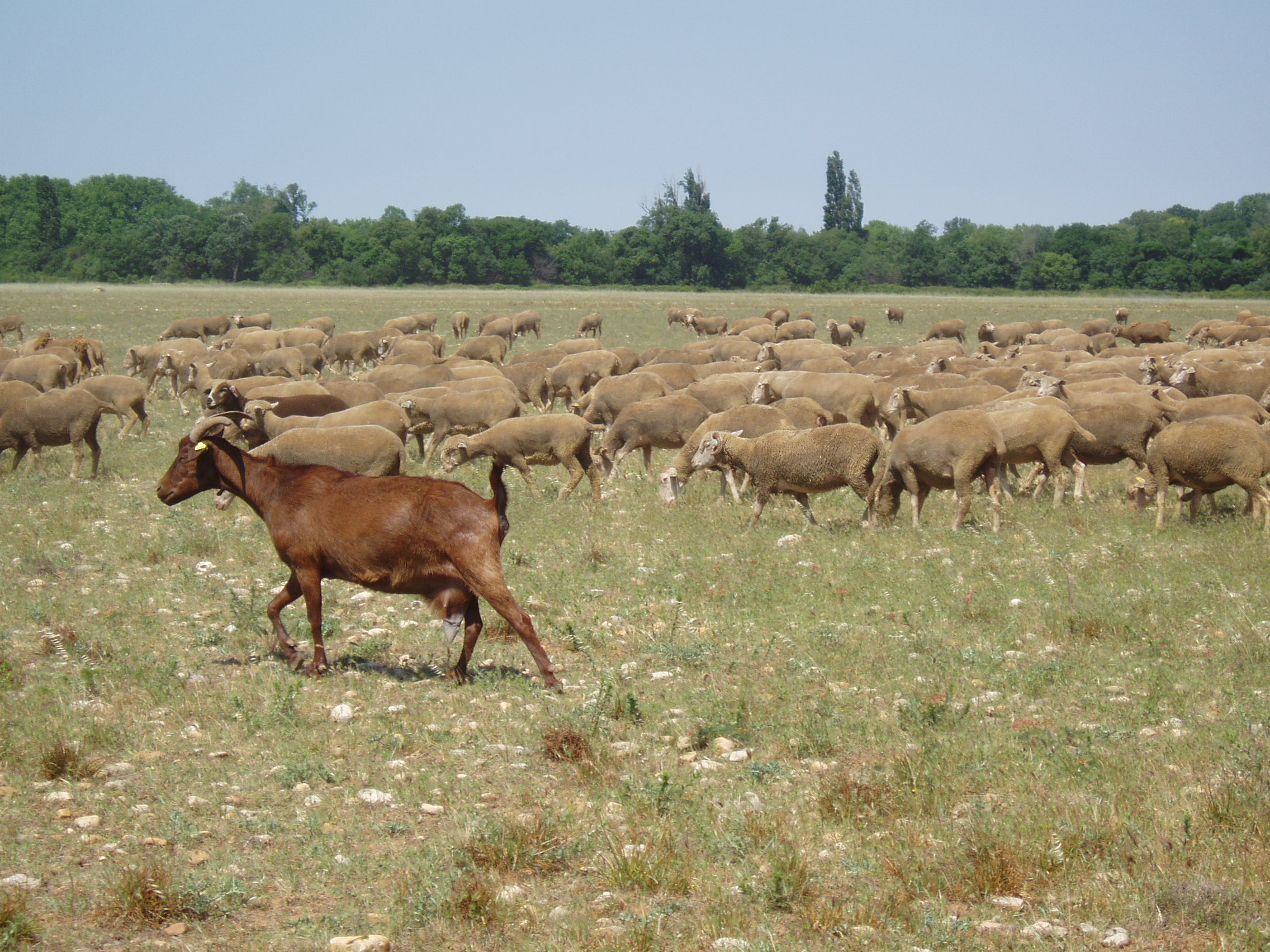
Élevage dans la Crau.

### Industries
Longtemps, l'activité industrielle s'est concentrée autour des ports (construction navale, industries alimentaires et savonneries) puis dans la vallée du Rhône (chimie). Après la Seconde Guerre mondiale, le port de Marseille s'est étendu vers l'étang de Berre et le golfe de Fos, débouchant sur la création d'un important complexe pétrolier et industriel. Le secteur pétrochimique est ainsi particulièrement important (butadiène, chlore gazeux, propylène, éthylène, caoutchouc).
L'industrie de l'aluminium est implantée à Gardanne, né de la proximité d'un bassin houiller et des mines de bauxite du Var, et qui subsiste même si les mines sont aujourd'hui fermées, ainsi que l'industrie du parfum à Grasse et, plus récemment, des activités liées aux télécommunications (micro-électrique, multimédia, informatique).
L'agroalimentaire est présent par la production de fruits confits, lentilles en conserve, conserves de truffes, semoule, pâtes, confiserie, plats cuisinés. Enfin, on note la présence d'industries liées à la mer, telle la Comex.
Comme ailleurs en France, l'emploi industriel est en déclin en Provence-Alpes-Côte d'Azur, mais moins que dans le reste du pays car les secteurs les plus touchés par ce déclin (automobile, textile) sont moins présents dans la région.
Un très important développement des industries chimiques notamment a eu lieu sur le quartier des Riaux[réf. souhaitée].

### Commerce et services
L'économie de la région Provence-Alpes-Côte d'Azur est dominée par le secteur tertiaire, qui représente plus de 80 % des emplois.
Le tourisme est un secteur particulièrement important : forte de son climat et de la variété de ses paysages, Provence-Alpes-Côte d'Azur est la deuxième région touristique de France, après l'Île-de-France, en nombre de nuitées en 2013. Un tourisme d'hiver a émergé sur la côte d'Azur dès le XIXe siècle pour une riche clientèle étrangère, qui a lancé la réputation du littoral, en particulier pour son climat. Il a été remplacé par un tourisme d'été populaire à partir des années 1950, qui a gagné l'ensemble du littoral. Un tourisme de luxe caractérise aussi la région, qui bénéficie du renom de lieux tels que Saint-Tropez, Nice ou Cannes. Les sports d'hiver et la randonnée sont largement pratiqués dans les départements montagnards[réf. souhaitée].

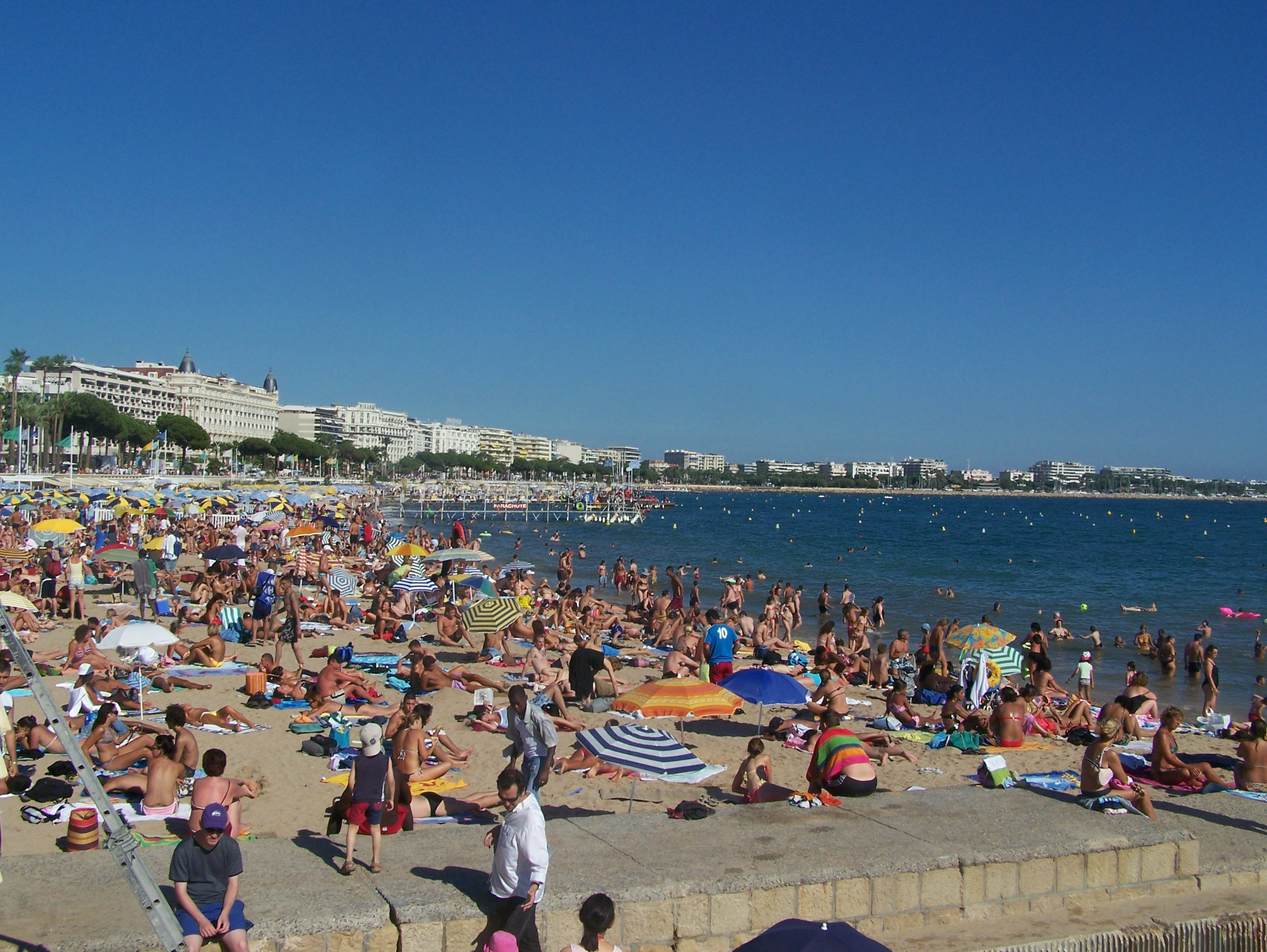
La plage publique de Cannes en été.
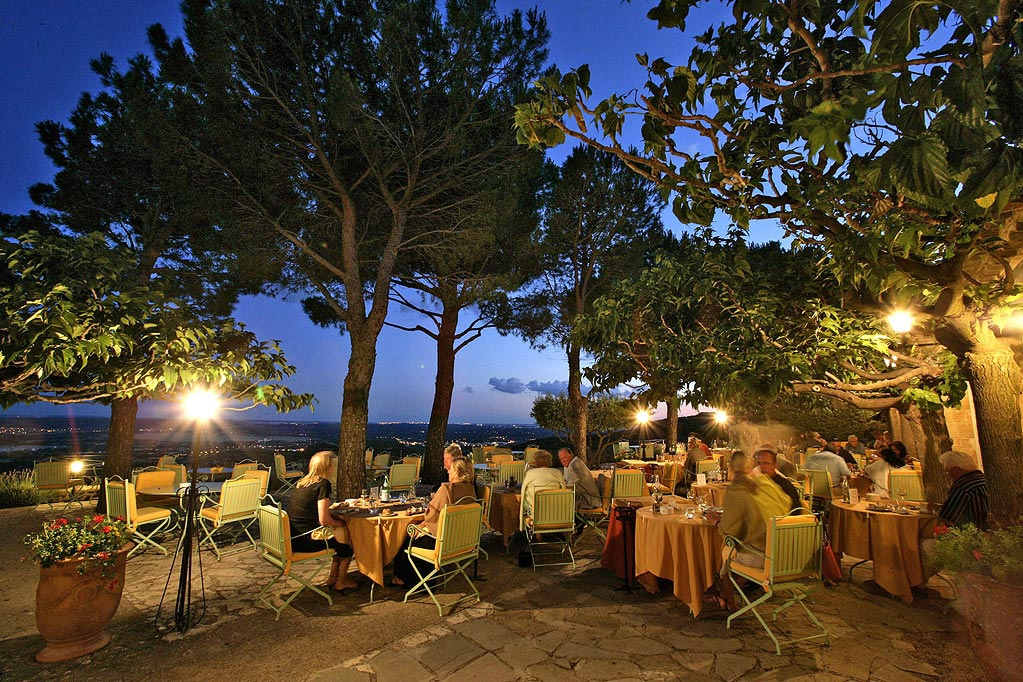
Un restaurant à Salon-de-Provence.
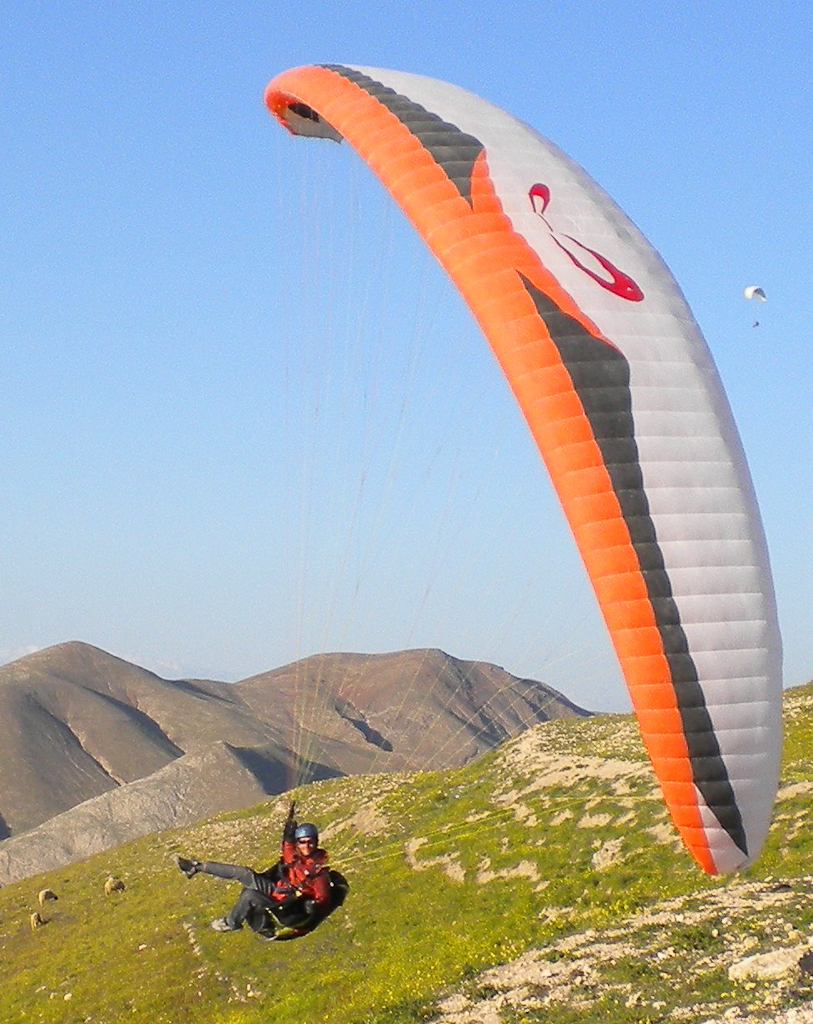
Parapente en Haute-Provence.
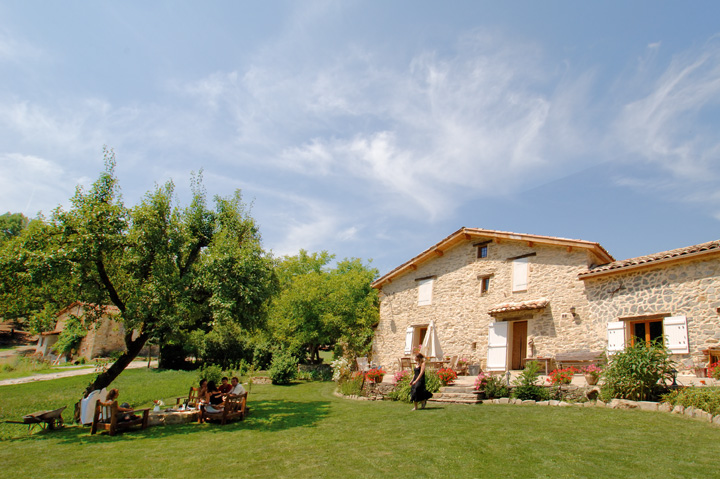
Une résidence secondaire.

### Recherche et enseignement supérieur
Provence-Alpes-Côte d'Azur compte quatre universités :
- Aix-Marseille Université (AMU) , la plus grande université de France en nombre d'étudiants ;
- l'université d'Avignon et des pays de Vaucluse ;
- l'Université Côte d’Azur (UCA) ;
- l'université de Toulon.

À cela s'ajoutent des écoles d'ingénieurs (notamment l'École centrale de Marseille et Polytech Marseille) et 14 organismes publics de recherche, pour un total de 17 000 chercheurs et enseignants-chercheurs. La région abrite également six technopôles ainsi qu'un centre du Commissariat à l'énergie atomique à Cadarache où est conduit le projet international ITER de réacteur nucléaire utilisant la fusion.

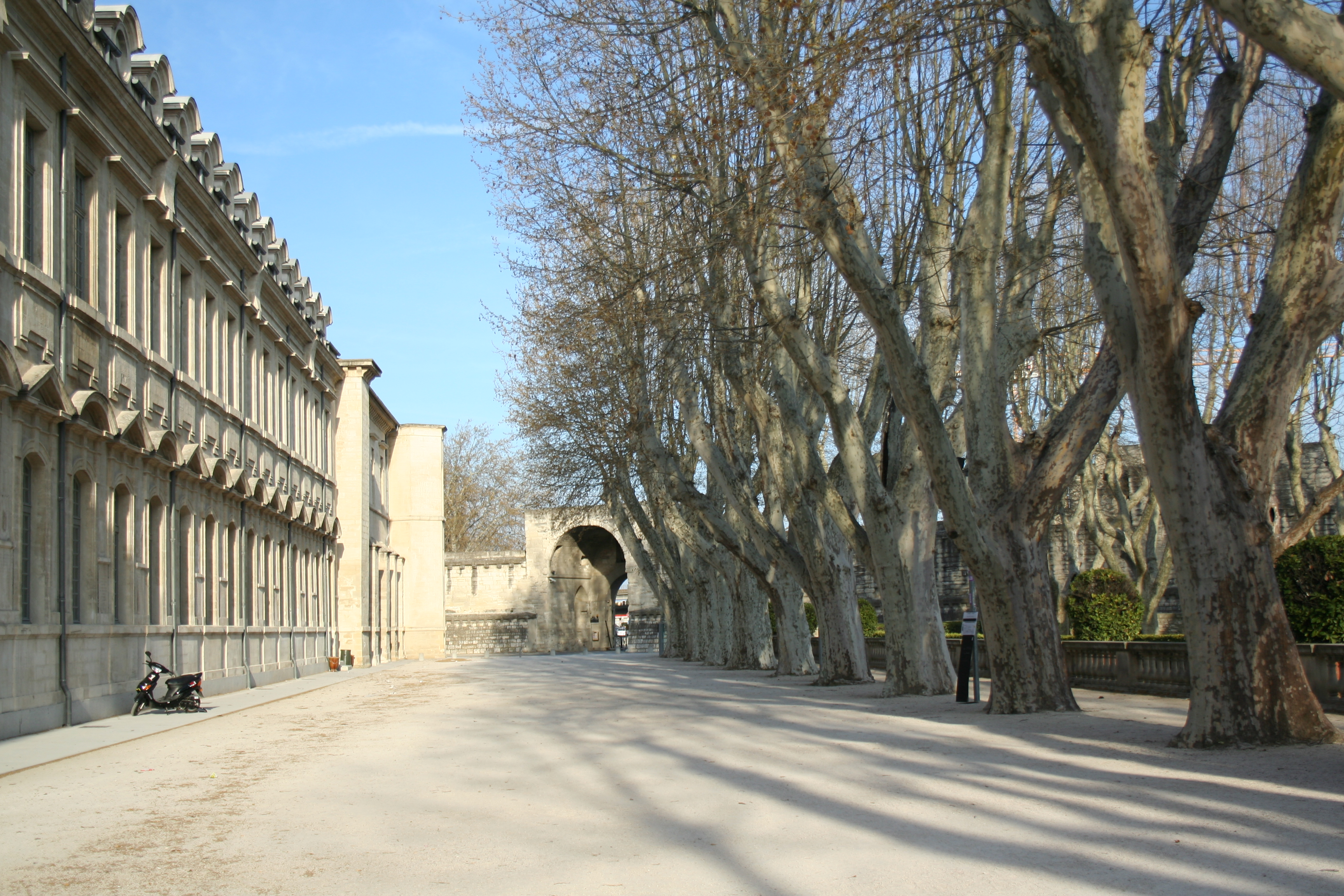
L'université d'Avignon.
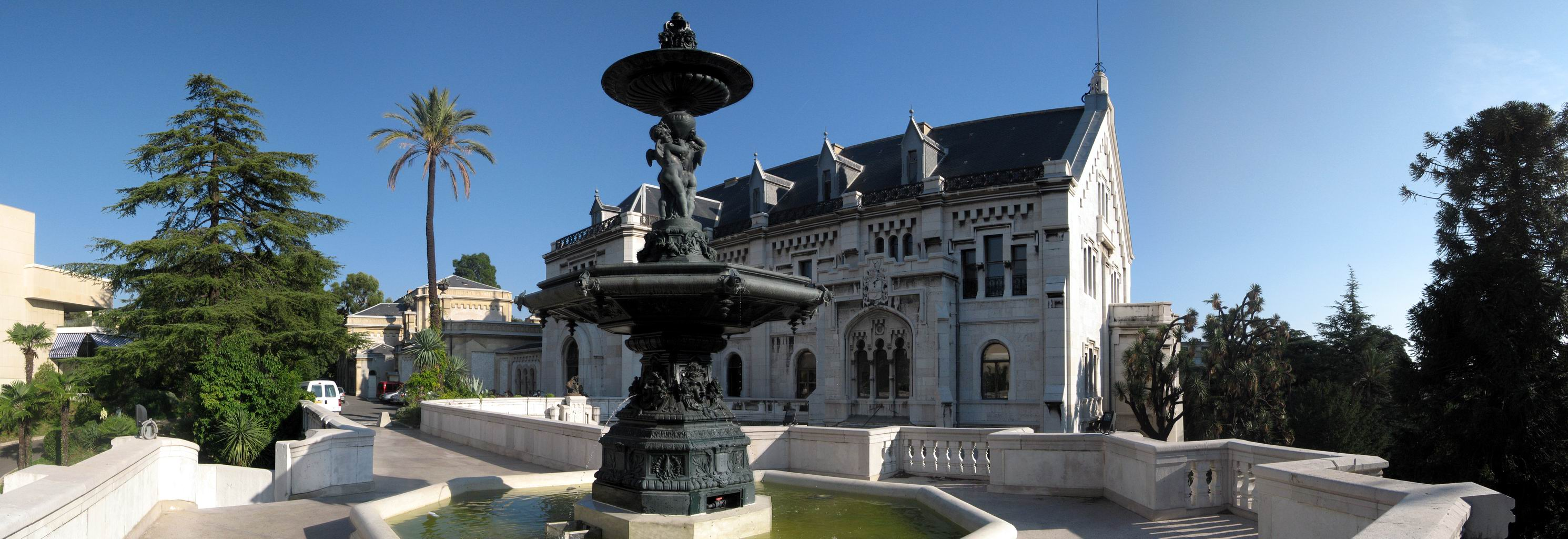
L'université Nice-Sophia-Antipolis.
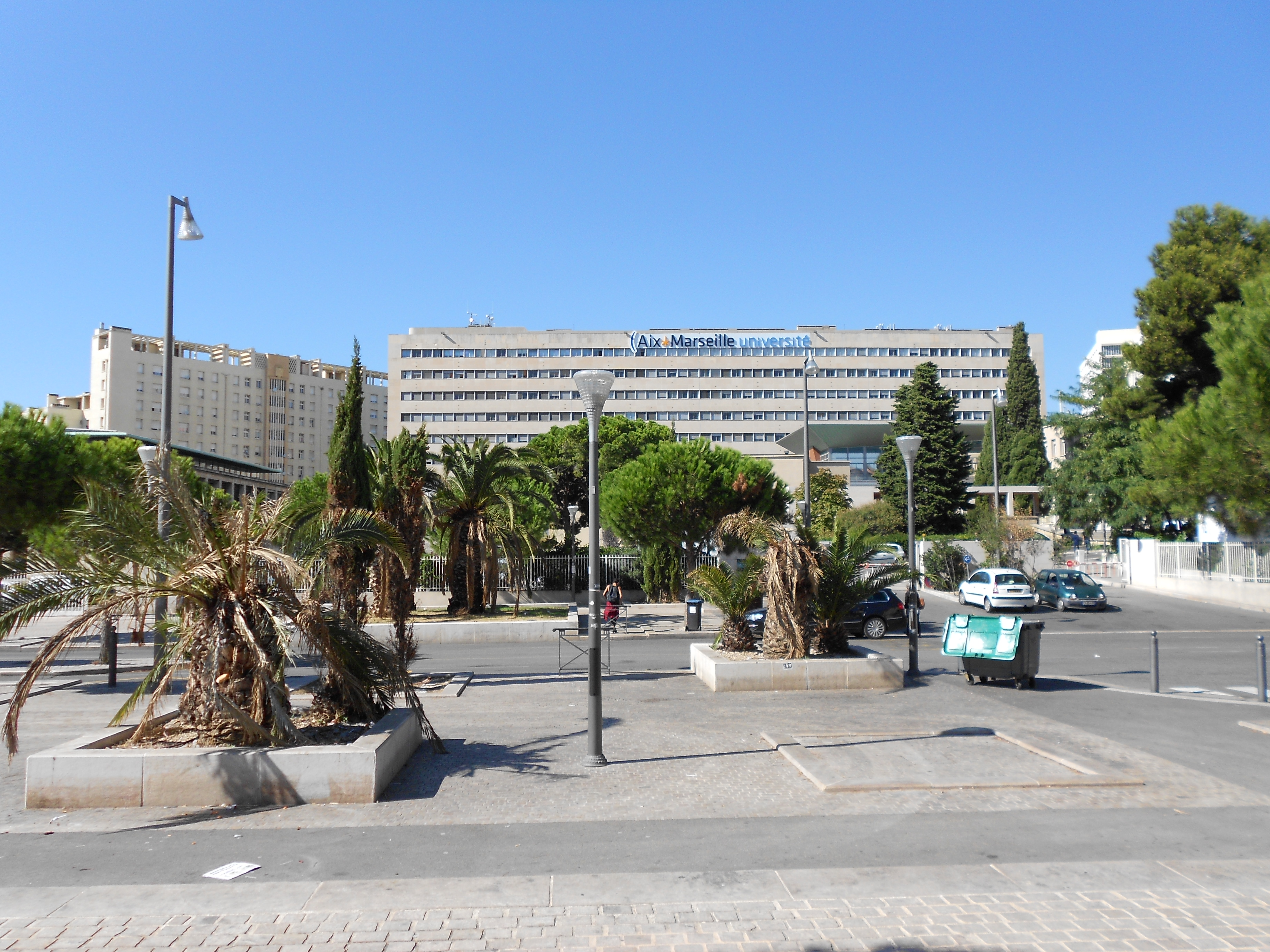
L'université d'Aix-Marseille, campus de Marseille Saint-Charles.

## Transports

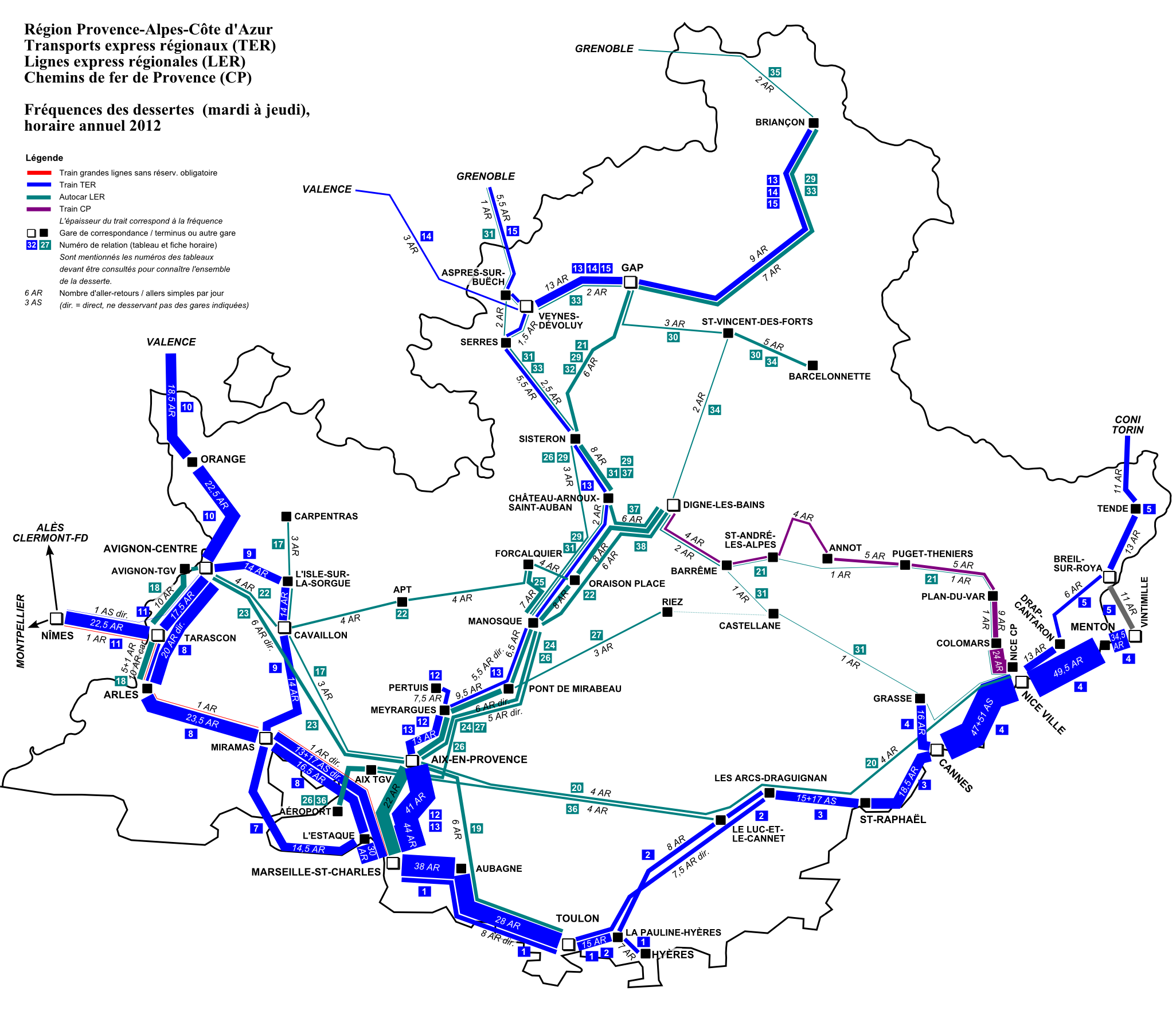
Lignes de trains dans la région

### Transports aériens
- < 6
- < 8
- < 10

- Pour la France: calculé par l'ONISR, sur la mortalité de la période 2012-2016 et la population INSEE 2016, Site ONISR'"`UNIQ--ref-0000001D-QINU`"'
- Pour l'Andorre, source: estimation  OMS sur l'année 2013'"`UNIQ--ref-0000001E-QINU`"'
- Pour les régions de Suisse et de l'UE, hors France, source: EUROSTAT (Victimes dans les accidents de la route par région NUTS 2 '"`UNIQ--nowiki-0000001F-QINU`"'tran_r_acci'"`UNIQ--nowiki-00000020-QINU`"') pour les années 2012-2016'"`UNIQ--ref-00000021-QINU`"'.

La région Provence-Alpes-Côte d'Azur est desservie par les aéroports de Nice-Côte d'Azur, Marseille Provence, et Toulon-Hyères.
L'aéroport de Nice est, de longue date, le troisième aéroport de France après les deux aéroports parisiens Paris-Roissy et Paris-Orly. L'aéroport de Marseille est, en 2024, le quatrième aéroport français derrière celui de Nice, mais devant celui de Lyon-Saint-Exupéry. L'aéroport de Toulon est un aéroport français moyen se plaçant, en 2024, en 25ᵉ position, en nombre de passagers annuel.
Il existe également deux aéroports de moindre importance : l'aéroport d'Avignon-Provence avec 9 911 passagers en 2022 et l'aéroport de Cannes-Mandelieu avec 9 984 passagers en 2022. L'aéroport de Cannes-Mandelieu est le deuxième aéroport français exclusivement réservé à l'aviation d'affaire après l'aéroport de Paris-Le Bourget[réf. souhaitée].
| Rang | Aéroport           | Code IATA | 2022       | 2020      | 2019       | 2010      | 2000      |
| ---- | ------------------ | --------- | ---------- | --------- | ---------- | --------- | --------- |
| 1    | Nice-Côte d'Azur   | NCE       | 12 119 043 | 4 580 459 | 14 485 423 | 9 603 014 | 9 392 495 |
| 2    | Marseille-Provence | MRS       | 9 148 306  | 3 359 149 | 10 151 743 | 7 522 167 | 6 458 429 |
| 3    | Toulon-Hyères      | TLN       | 428 013    | 206 064   | 507 199    | 510 075   | 705 517   |

### Transports ferroviaires
La ligne de train à grande vitesse Méditerranée relie Paris à Marseille Saint-Charles en trois heures et dessert la gare d'Avignon TGV et d'Aix-en-Provence TGV. Le TGV peut continuer aussi son trajet jusqu'à Toulon, Saint-Raphaël, Cannes et Nice mais sur des voies standards[réf. souhaitée].
Le projet de Ligne Nouvelle Provence Côte d'Azur jusqu'à Nice est en cours de réalisation avec les phases 1 & 2 qui ambitionnent principalement la construction d'une gare souterraine à Marseille-Saint-Charles, ce qui permettra aux TGV allant vers Nice d'éviter le cul-de-sac à Marseille, la création d'un RER à Toulon, et quelques aménagements sur la côte d'azur. À terme, le projet devrait permettre de relier Paris à Nice en environ 4h00 contre environ 6h00 actuellement.
Les TER Provence-Alpes-Côte d'Azur comptent un réseau de 1 008 km, 145 gares et environ 64 300 voyageurs par jour.
Les lignes de TER de Marseille à Toulon et Cannes à Nice font partie des lignes les plus fréquentées de France. Il est question de créer des RER autour de Marseille, Toulon, Nice et Avignon.
La ligne de Nice à Digne est exploitée par les Chemins de fer de Provence. Le réseau ferroviaire régional est complété par des lignes d'autobus.
Les principales gares régionales sont Marseille-Saint-Charles, sixième gare de province, et Nice-Ville, dixième gare de province en nombre de voyageurs pour l'année 2023.
| Rang | Gare                    | Voyageurs (2022) |
| ---- | ----------------------- | ---------------- |
| 1    | Marseille-Saint-Charles | 16 906 447       |
| 2    | Nice-Ville              | 9 397 550        |
| 3    | Monaco-Monte-Carlo      | 6 560 913        |
| 4    | Cannes                  | 4 487 177        |
| 5    | Toulon                  | 4 439 452        |
| 6    | Avignon TGV             | 4 160 030        |
| 7    | Aix-en-Provence TGV     | 3 739 796        |
| 8    | Avignon-Centre          | 2 775 924        |
| 9    | Antibes                 | 2 593 610        |
| 10   | Nice-Riquier            | 2 350 877        |
| 11   | Saint-Raphaël-Valescure | 1 358 265        |

### Transports urbains

#### Métro
Marseille fait partie des 6 villes françaises avec Paris, Lyon, Lille, Toulouse et Rennes à posséder un réseau de métro. Son réseau comporte deux lignes, essentiellement en souterrain qui totalise 22,7 km et dessert 29 stations.

#### Tramway
Quatre villes disposent d'un réseau de tramway : Nice, Marseille, Avignon et Aubagne.
Avec ses 24,2 km de ligne, le tramway niçois est de loin le plus long réseau de tramway en Provence-Alpes-Côte-d'Azur. Il se compose de 3 lignes et dessert 46 stations pour une fréquentation d'environ 300 000 voyageurs par jour. Plusieurs extensions et des nouvelles lignes sont en projets : extension de la ligne 1 jusqu'à l'Ariane Nord, extension de la ligne 3 jusqu'à Saint-Isidore, la création de la ligne 4 entre l'aéroport de Cagnes-sur-Mer, et la création de la ligne 5 entre le palais des expositions et Drap. Possiblement l'extension de la ligne 2 vers la mairie de Saint-Laurent-du-Var.
Le tramway de Marseille se compose de 2,5 lignes pour une longueur de 13 km. Il dessert 32 stations pour une fréquentation d'environ 140 000 voyageurs par jour. La construction du prolongement de la ligne T3 est en cours.
Le tramway d'Avignon se compose d'une ligne de 5,2 km, 10 stations et une fréquentation de 8 000 voyageurs par jour. La ligne 2, qui reliera Piot à Saint-Lazare, est en construction et devrait être livrée pour 2025.
Le tramway d'Aubagne est le plus petit réseau de tramway en France. Il se compose d'une ligne de 2,8 km et 7 stations mais devrait s'agrandir avec le projet de Val'Tram entre Aubagne et La Bouilladisse prévu pour fin 2025.

#### Bus à Haut Niveau de Service (BHNS)
Plusieurs villes de la région Provence-Alpes-Côte-d'Azur possèdent un réseau de Bus à Haut Niveau de Service.

##### Aix-en-Provence
|           | Terminus                   | Nombre d'arrêts | Fréquence en heure de pointe |
| --------- | -------------------------- | --------------- | ---------------------------- |
| Aix'press | Saint-Mitre <> P+R Krypton | 19              | 7 minutes                    |

##### Antibes
|         | Terminus                                                    | Nombre d'arrêts | Fréquence en heure de pointe |
| ------- | ----------------------------------------------------------- | --------------- | ---------------------------- |
| Ligne A | Antibes les Pins <> Gare Routière Valbonne Sophia-Antipolis | 32              | 10 minutes                   |
| Ligne B | Pôle d'échanges Antibes <> Saint-Philippe                   | 21              | 15 minutes                   |

##### Avignon
|    | Terminus                             | Nombre d'arrêts | Fréquence en heure de pointe |
| -- | ------------------------------------ | --------------- | ---------------------------- |
| C2 | Buld'Air <> Hôpital                  | 37              | 12 minutes                   |
| C3 | P+R Agroparc <> Avignon Saint-Lazare | 24              | 12 minutes                   |

##### Cannes
|                | Terminus                               | Nombre d'arrêts | Fréquence en heure de pointe |
| -------------- | -------------------------------------- | --------------- | ---------------------------- |
| Palm Espress A | Centre Commercial Minelle <> Gare SNCF | 37              | 12 minutes                   |
| Palm Express B | Mouans-Sartoux Centre <> Gare SNCF     | 30              | 15 minutes                   |

##### Marseille
Marseille dispose en 2025 de 4 lignes de BHNS.

##### Toulon
Une première ligne de BHNS est prévue pour 2028.

### Transports routiers
Les principales autoroutes de la région sont l'A7 (Lyon à Marseille via Avignon), l'A8 (A7 vers Nice et l'Italie), l'A50 (Marseille à Toulon), l'A51 (Marseille à Gap), l'A52 (Aubagne à Aix), l'A54 (Salon de Provence vers Saint-Martin-de-Crau, Arles et Nîmes), l'A55 (Marseille à Martigues) et l'A57 (Toulon à l'A8).

### Transports maritimes et fluvial
Provence-Alpes-Côte d'Azur est une importante région portuaire : le port de Marseille, qui s'étend du Vieux-Port de Marseille à Fos-sur-Mer, est le premier port de France, le deuxième de Méditerranée et le quatrième d'Europe. Le port militaire de Toulon est la principale base navale française.

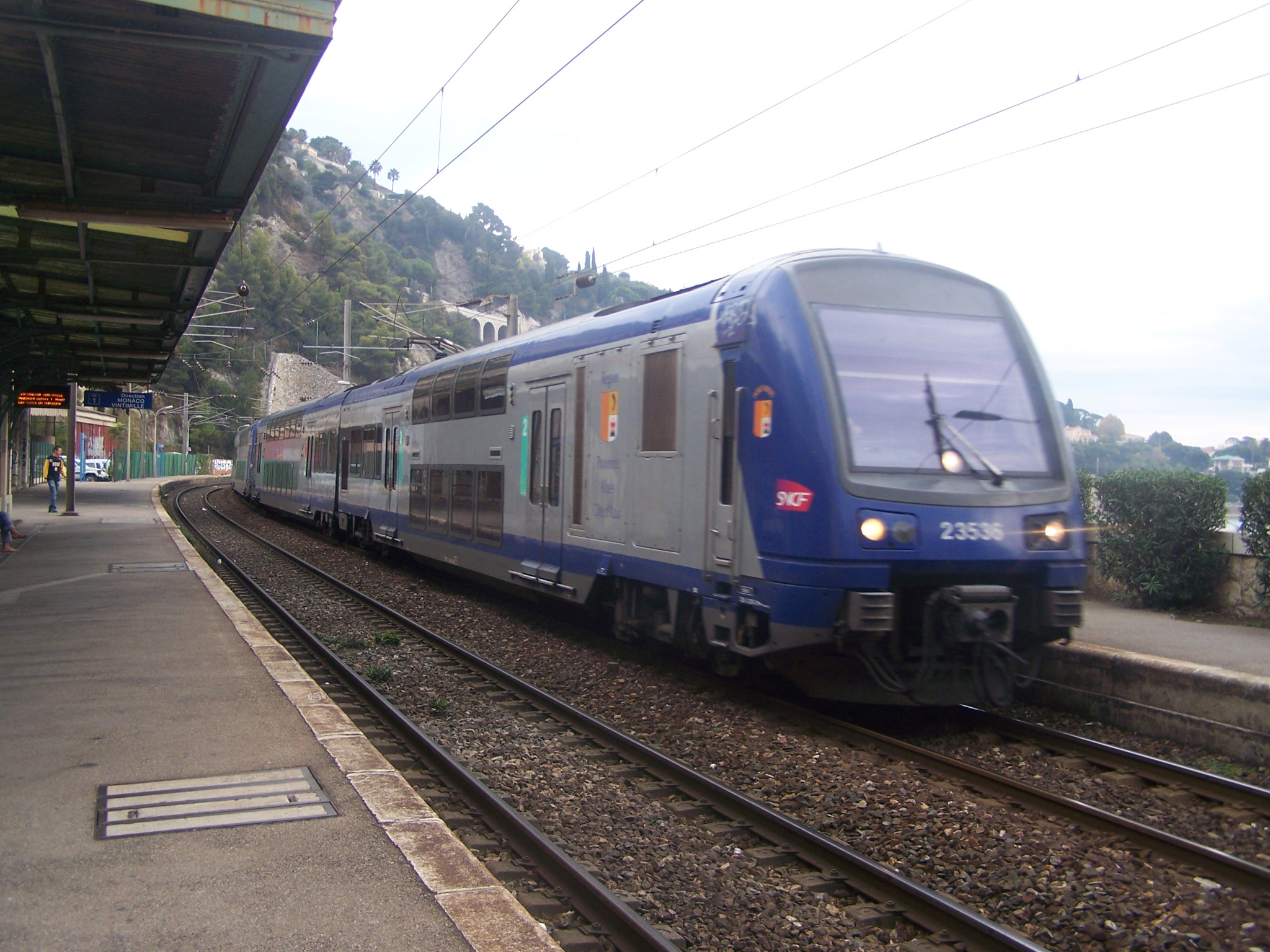
Un TER Provence-Alpes-Côte d'Azur.

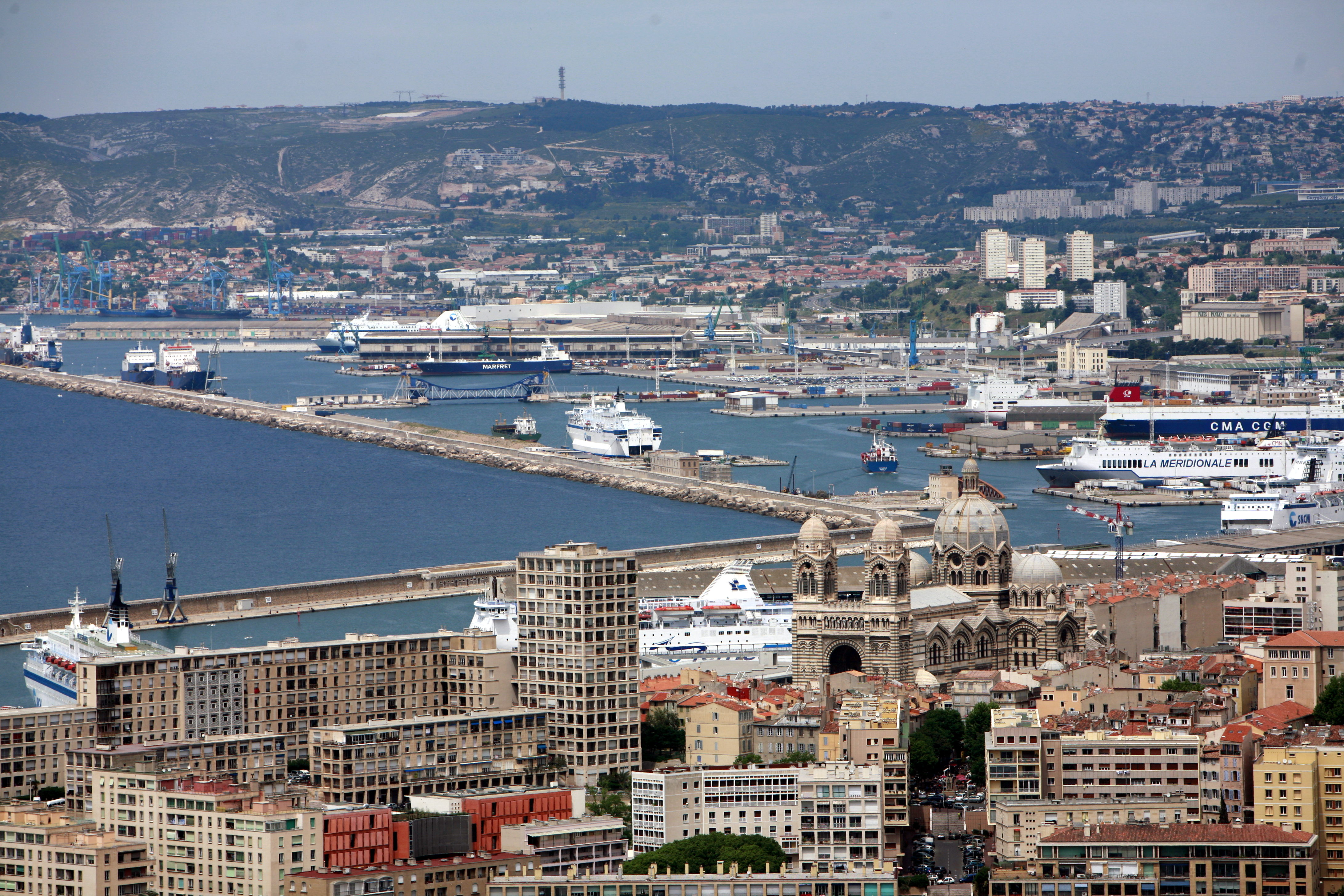
Port de la Joliette à Marseille.
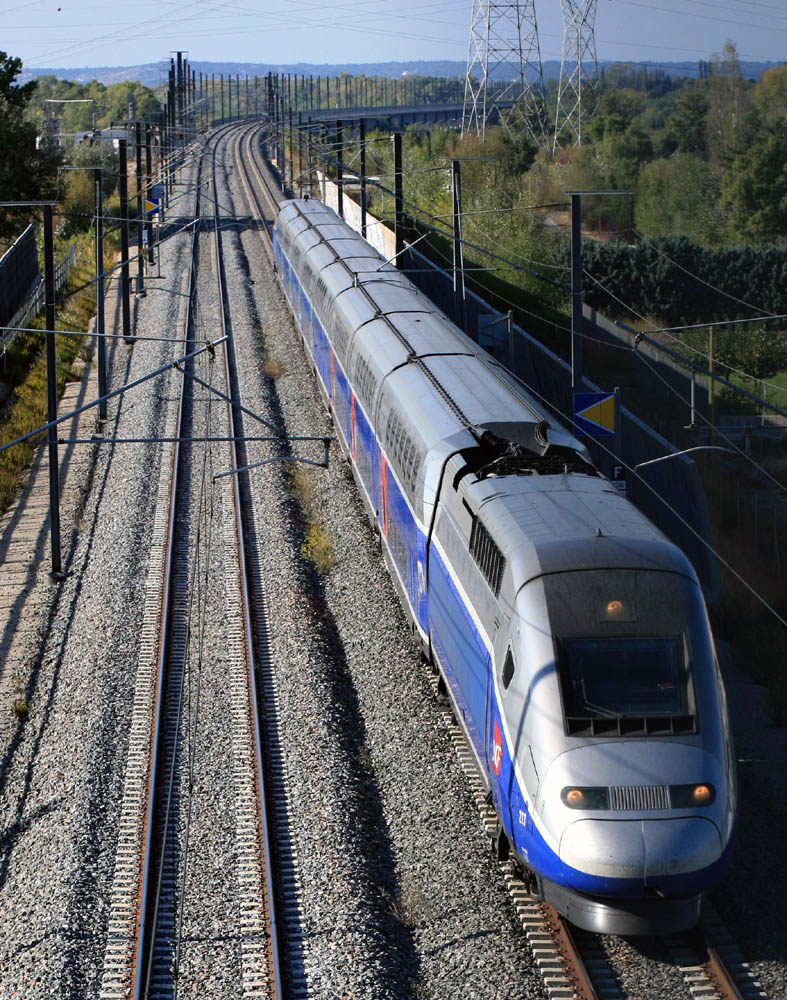
Un TGV près de Cavaillon.
Aéroport de Nice, 2e aéroport français.

## Sports
La région Provence-Alpes-Côte d'Azur compte de nombreux clubs de sport importants :
- l'Olympique de Marseille et l'OGC Nice jouent en Ligue 1 de football. Le SC Toulon joue en Championnat de France de football National, le Football Club de Martigues. L'US Endoume, Hyères FC, le Racing Club de Grasse, l'Étoile Football Club Fréjus Saint-Raphaël, le Marignane Gignac FC jouent en National 2 (4e division) ;
- le RC Toulon évolue en Top 14 de rugby, le Provence rugby d'Aix-en-Provence en Pro D2, le Rugby olympique de Grasse et l'Union sportive seynoise en Fédérale 1, le Stade niçois en Fédérale 2 ;
- le Pays d'Aix Université Club handball et Saint-Raphaël Var Handball évoluent en Championnat de France de handball masculin ;
- le Cercle des nageurs de Marseille joue en championnat élite masculin de water-polo ;
- les Sharks d'Antibes évoluent en Pro B et le Pays d'Aix Basket 13 joue en championnat de France de basket-ball de Ligue féminine 2 ;
- les Diables rouges de Briançon, les Rapaces de Gap et les Aigles de Nice évoluent en Ligue Magnus de hockey sur glace.

Provence-Alpes-Côte d'Azur a accueilli plusieurs compétitions internationales :
- les championnats du monde de patinage artistique à Nice en 2000 et 2012 ;
- des matchs des coupes du monde de football de 1938 et 1998, des Euro de 1960, 1984 et 2016 ;
- des matchs de la coupe du monde de rugby à XV 2007 au Stade Vélodrome de Marseille ;
- les championnats du monde de pétanque à Nice en 1971 et à Marseille en 2012 ;
- les championnats du monde de beach-volley à Marseille en 1999 ;
- le Mondial de l'escalade à Briançon comprend des épreuves de la Coupe du monde d'escalade de difficulté IFSC[80],[81],[82],[83] ;
- le Grand Prix automobile de France au circuit Paul Ricard près du Castellet dans le Var.

La région accueille par ailleurs de nombreuses épreuves cyclistes, dont certaines étapes du Tour de France et parfois des étapes du Tour d'Italie.
La pétanque est un sport particulièrement associé à la région et Marseille accueille chaque année le Mondial la Marseillaise qui en est une des plus importantes compétitions.
| Stades               | Capacité      | Club résident          |
| -------------------- | ------------- | ---------------------- |
| Stade Vélodrome      | 67 394 places | Olympique de Marseille |
| Allianz Riviera      | 35 624 places | OGC Nice               |
| Stade Mayol          | 18 200 places | RC Toulon              |
| Parc des Sports      | 17 518 places | AC Arles-Avignon       |
| Stade Parsemain      | 17 170 places | FC Istres              |
| Stade Francis-Turcan | 8 289 places  | FC Martigues           |